# Велосипед
Велосипе́д, розм. двоколісник, біци́кл, ро́вер — транспортний засіб, який приводить в рух сила людських м'язів, що передається на ведуче(і) колесо(а). Зазвичай велосипеди мають два колеса; бувають також триколісні велосипеди та інші, екзотичніші — одноколісні, чотириколісні тощо.
Нині у світі використовується понад мільярд велосипедів; таким чином велосипед — найрозповсюдженіший транспортний засіб. Він став таким завдяки низькій вартості (включно з вартістю експлуатації), невеликій вазі та розмірам, відсутності потреби в пальному та елементах безпеки. У розвинутих країнах сучасного світу велосипеди набувають популярності завдяки спортивному навантаженню та екологічній чистоті.
У 2005 році за підсумками опитування громадської думки Великої Британії велосипед названо найвизначнішим технічним винаходом від 1800 року. За нього проголосувало більше опитаних, ніж за інші винаходи разом узяті.

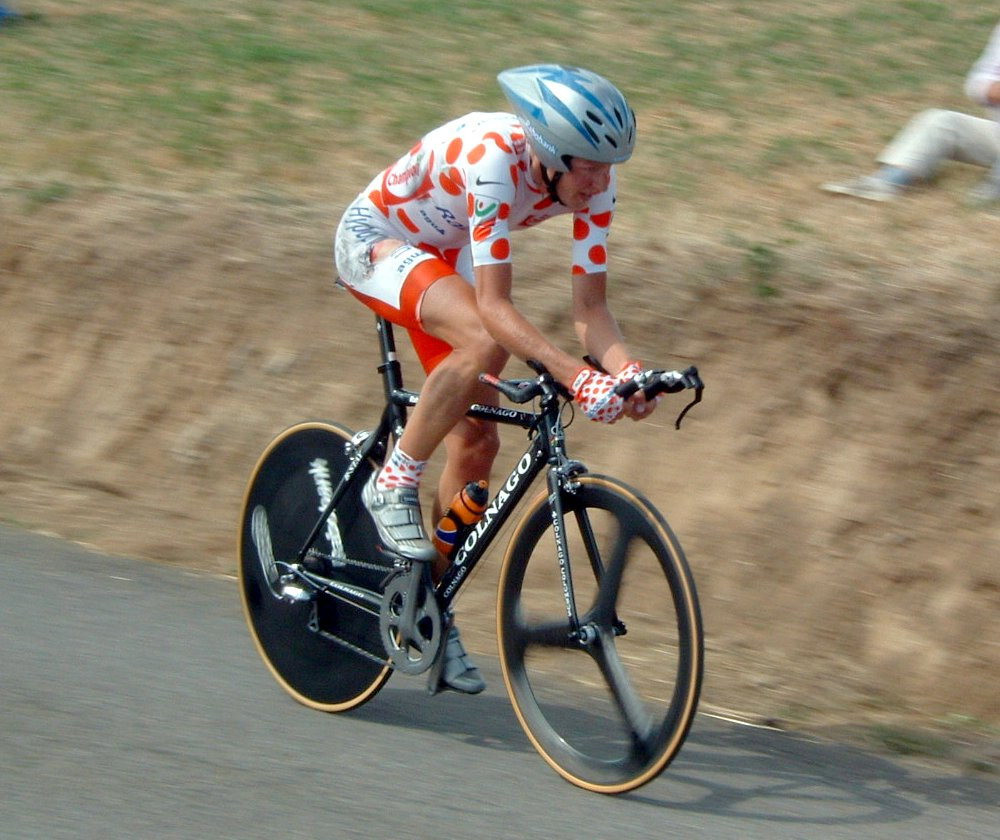
На 55,5 km етапі індивідуальної гонки на час: Tour de France-2005

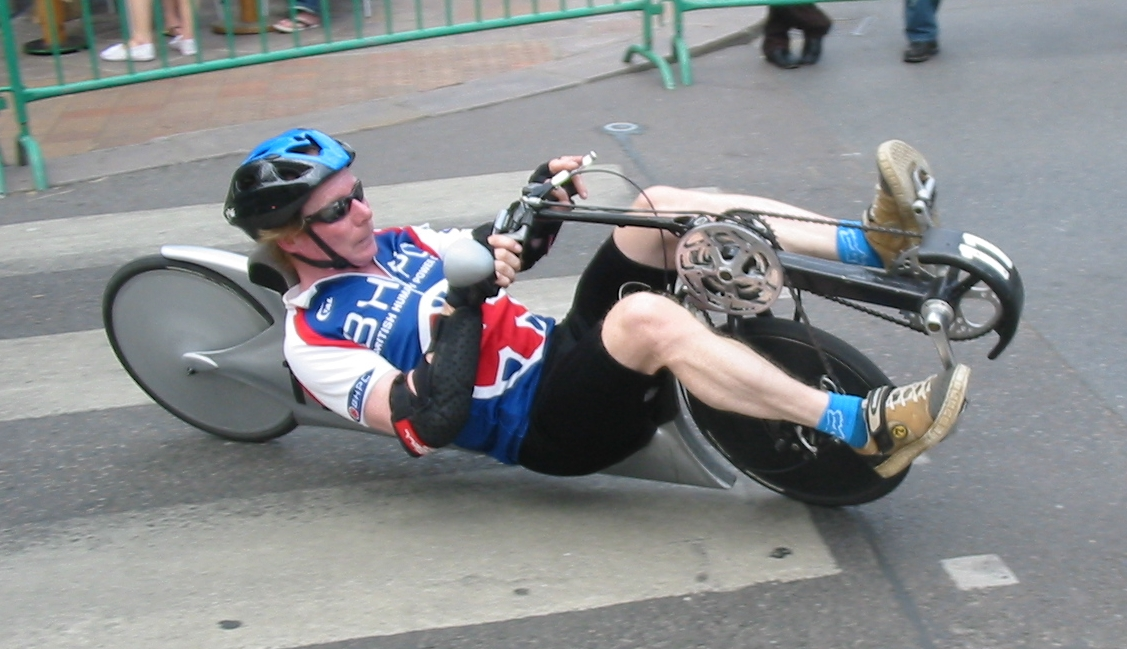
Передньо-привідний велосипед — лігерад

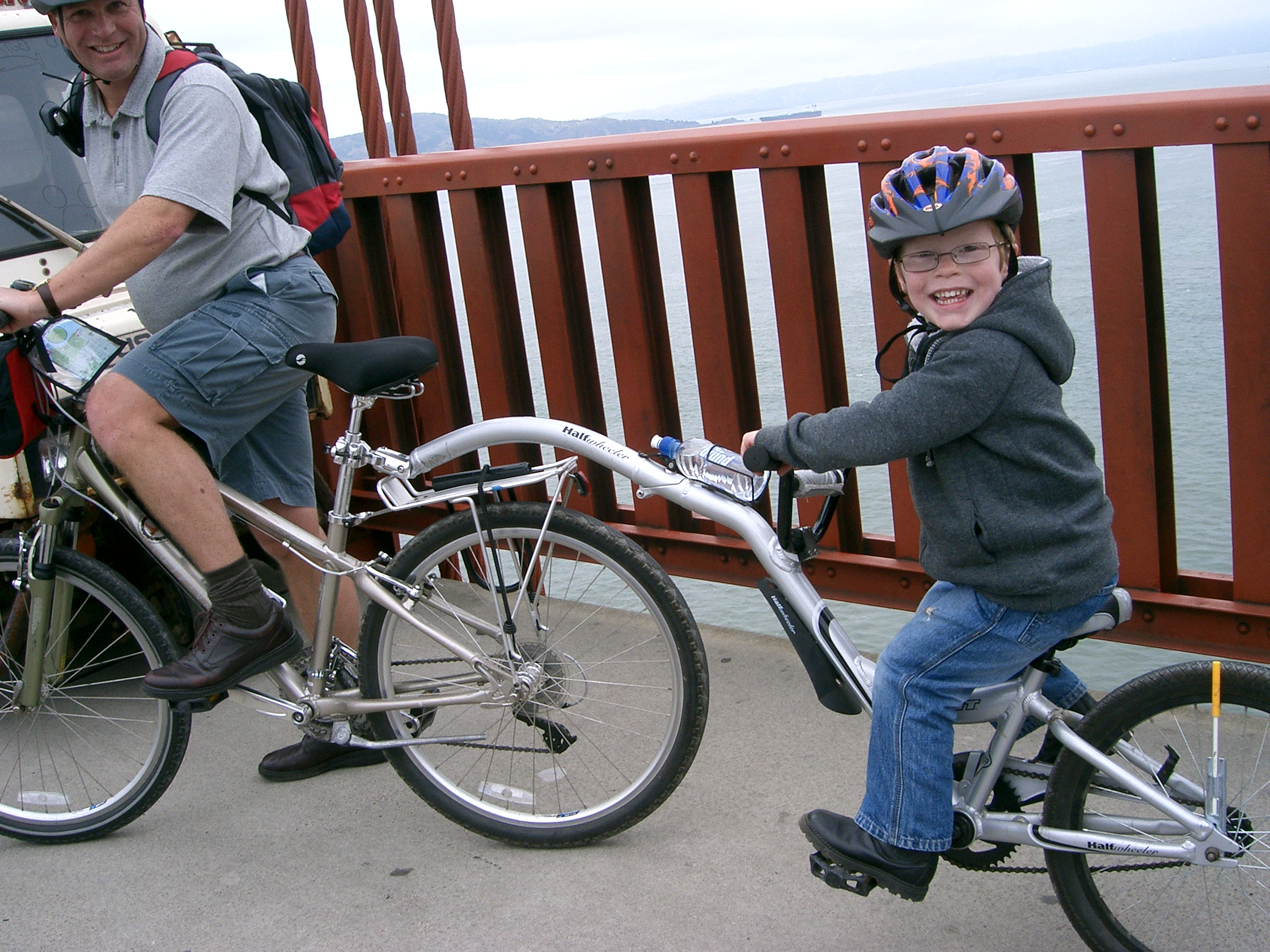
Велопричіп

Тайвань — один із провідних виробників велосипедів у світі.
В період з 1950 до 2007 року виробництво велосипедів зросло в чотири рази, за даними Інституту політики Землі — американської організації із захисту навколишнього середовища, за цей же період виробництво автомобілів збільшилося тільки у вдвічі. Причиною зростання вважають ціни на паливо і транспортні затори в містах, і ця тенденція зберігається.

## Етимологія

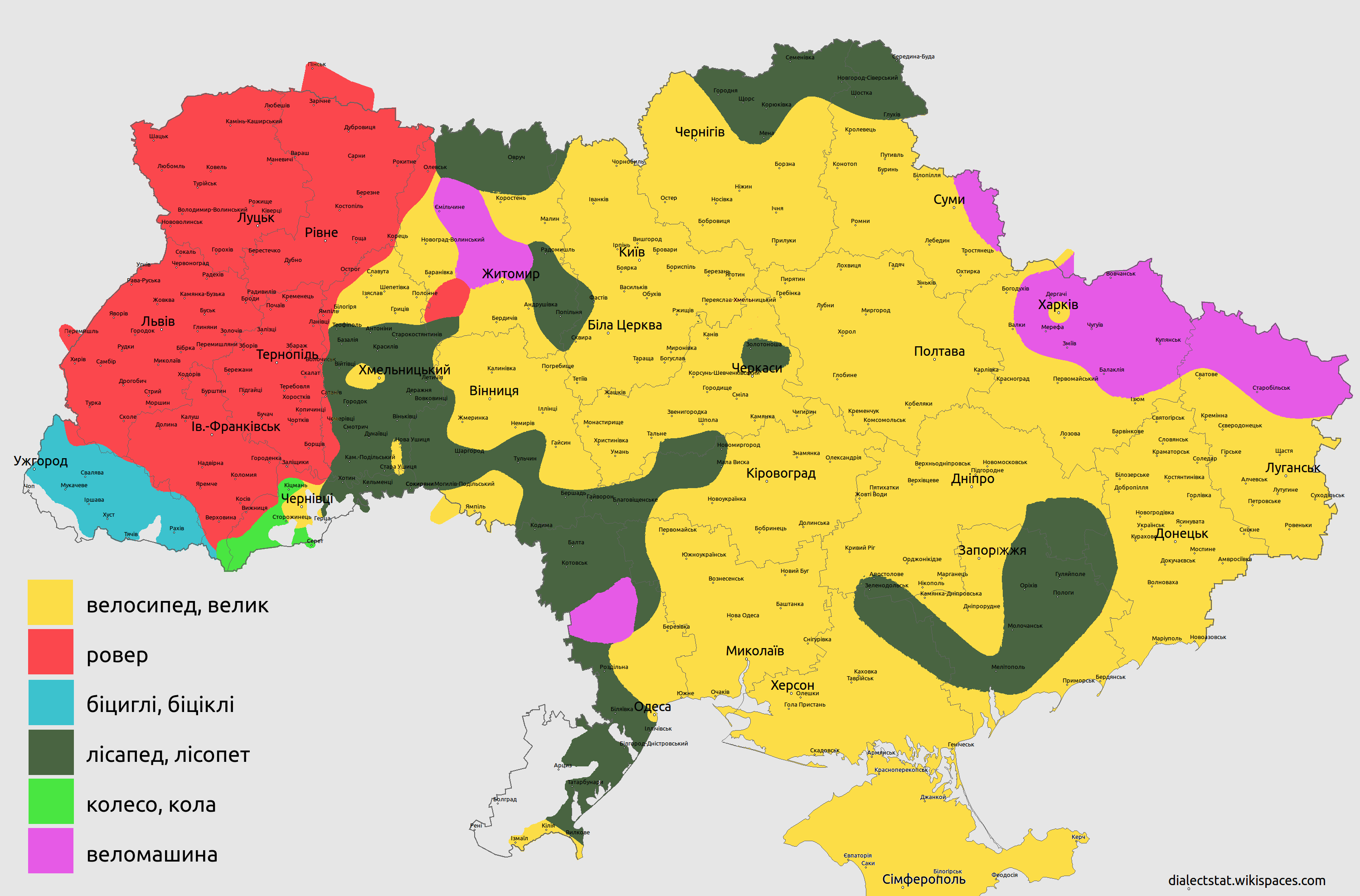
Поширення назв велосипеда в Україні

Слово «велосипед» прийшло до нас із Франції (vélocipède) і походить від двох латинських слів: velox — швидкий, і pedes — ноги.
У різних українських діалектах: зах. ровер, схд. лайба, закарп. біциґлі, зах. бук. колесо.[джерело?]

## Історія

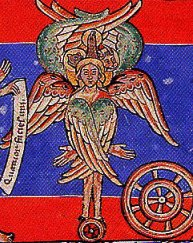
Середньовічне зображення херувима по «Баченню пророка Ієзекііля». 1156

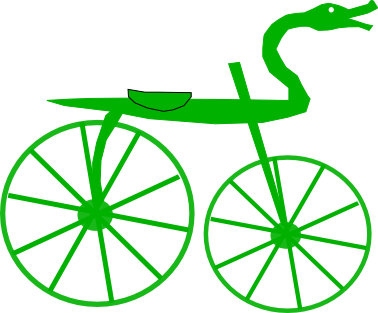
Самокат нібито 1791 року, приписуваний графу де Сівраку (Comte de Sivrac) — фальсифікація 1891 року

Відомості про велосипеди і самокати до XIX століття неясні та суперечливі.

### До 1817 року

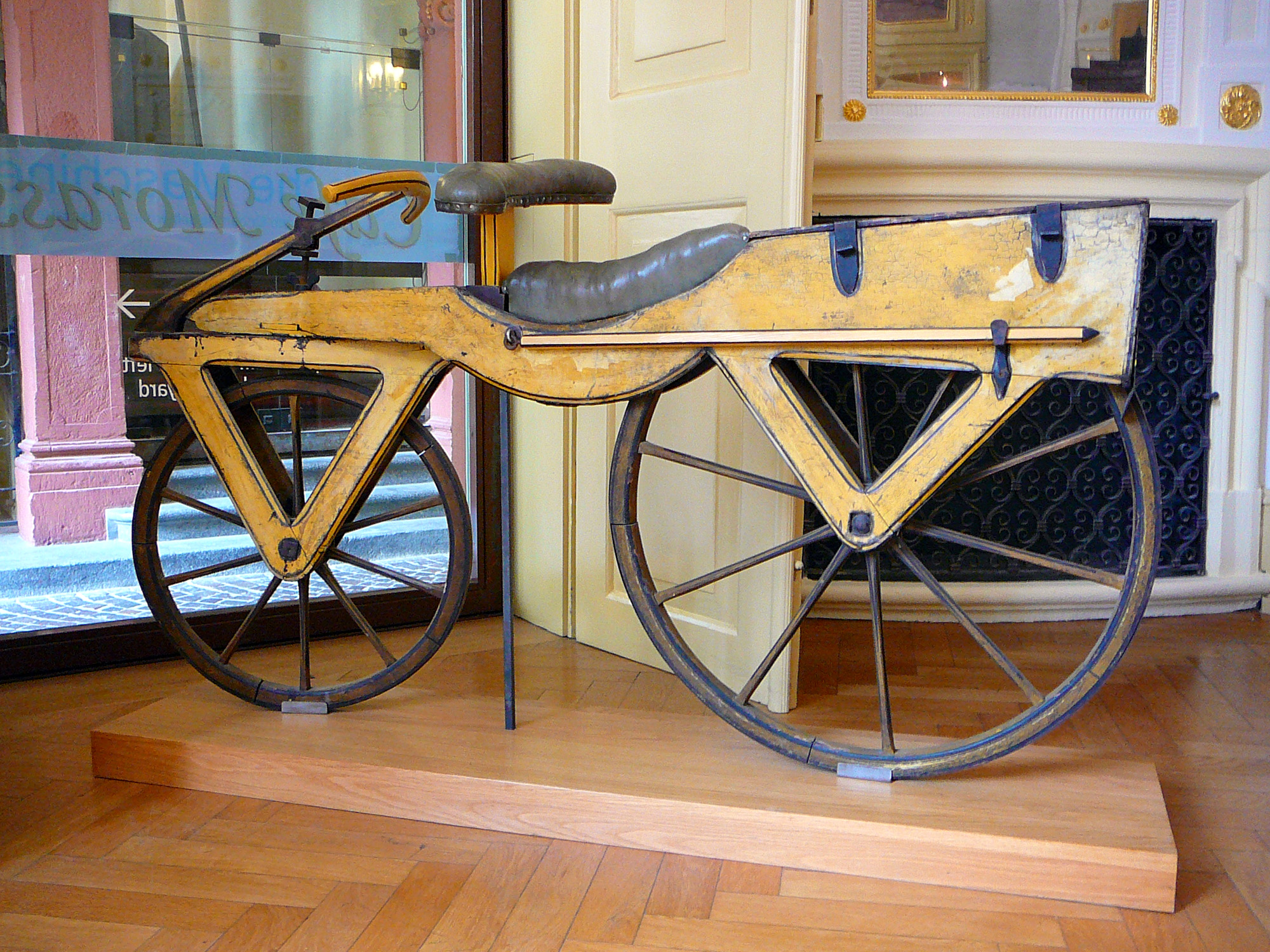
Дерев'яна дрезина конструкції Карла Драйза (близько 1820), перший двоколісний транспортний засіб і такий архетип велосипеда

- Малюнок двоколісного велосипеда з кермом і ланцюговою передачею, що приписується Леонардо да Вінчі або його учневі Джакомо Капротті, є, на думку багатьох, фальсифікацією.[11]
- Зображення на вітражі церкви Stoke Poges, яке датується шістнадцятим або сімнадцятим століттям, показує ангела на чомусь схожому на самокат. Але цей «самокат», певно, був одноколісною колісницею, що асоціюються з херувимами та серафимами в іконографії середніх віків. Самокат ніби 1791 року, який приписують графові де Сівраку (Comte de Sivrac) — фальсифікація 1891 року, автором якої був французький журналіст Луї Бодрі. Насправді ніякого графа де Сіврака не було, прототипом його став Джин Генрі Сіврак, що отримав у 1817 році дозвіл на імпорт чотириколісних екіпажів.
- Легендою також є історія про кріпака Артамонова, що буцімто сконструював велосипед близько 1800 року. Цю легенду професор історії С. С. Ілізаров, заст. директора Інституту історії природознавства і техніки РАН, наводить як приклад міфу та явної фальсифікації.[12] Відповідно до цієї легенди винахідник зробив успішний пробіг на своєму велосипеді з уральського села Верхотур'є до Москви (близько дві тисячі верст). У цю подорож кріпака Артамонова послав його господар — власник заводу, який зажадав здивувати імператора Олександра «дивовижним самокатом». За винайдення велосипеда Артамонову й усім його нащадкам подаровано свободу від кріпацтва. Велосипед зберігається у музеї Нижнього Тагілу.

Як показав хімічний аналіз заліза, велосипед із нижньотагільського музею зроблений не раніше 1870 року. Що ж до Артамонова, він вперше згадується у книзі У. Д. Бєлова «Історичний нарис уральських гірських заводів» (видання 1898 р., Санкт-Петербург): «Під час коронування імператора Павла, отже в 1801 р., тодішній майстровий уральських заводів Артамонов бігав на винайденому ним велосипеді, внаслідок чого за велінням імператора отримав свободу з усіма нащадками». Насправді Павло I коронувався 1797 року, а 1801 — Олександр І. Бєлов не наводить ніяких посилань на документи, що підтверджують його разючу знахідку. Не знайдено їх і згодом. Ніяких згадувань про Артамонова немає в камер-фурьєрских церемоніальних журналах 1796, 1797 і 1801 років, ні в «повістці з нагоди смерті Його імператорської величності государя імператора Павла Петровича», ні в описі коронації Його імператорської величності Олександра Павловича, ні в «Списку про всі милості, ізліянні покійним государем Павлом І до дня його коронації 5 квітня 1797 року», ні в архівах канцелярії М. М. Новосильцева, створеної 1801 року, що займалася розглядом технічних винаходів, ні в добірці матеріалів про кріпаків винахідників, опублікованій у «Вітчизняних записках» П. П. Свиніна (1818—1830). Залізний «велосипед Артамонова», що демонструвався у одному з уральських музеїв, виявився саморобкою кінця XIX століття, виконаною за англійськими зразками.

### Після 1817 року
У 1817 році, баварський лісничий, барон Карл Драйс із Карлсруе, витесав із дерева коня на двох колесах. Для публіки виріб був представлений в Мангаймі влітку 1817 і в Парижі в 1818 році. Вмощуючись на ньому, ноги мали торкатися землі. Відштовхуючись то одною то другою ступнею пристрій розвивав швидкість 14 км/год. Через два роки винахідник одержав патент, у якому офіційно ця машина називалася «біжучою машиною» або «дрезиною» (за ім'ям творця). Цю машину було обладнано сідлом і кермом. Саморобка Драйса не знайшла прихильників і відійшла в минуле, зберігшись частково хіба що у теперішньому дитячому самокаті.
В 1839 шотландський коваль Кіркпатрік Макміллан додав до самоката важільно-педальний привід, який нині застосовується у дитячих автомобільчиках. Педалі штовхали заднє колесо, з яким вони були з'єднані металевими стрижнями. Переднє колесо поверталось кермом, велосипедист сидів між переднім і заднім колесом. Велосипед Макміллана випередив свій час. Обертові педалі вперше закрутяться лише через 14 років Філіпом Фішером.
В 1845 році англієць Р. У. Томпсон запатентував надувну шину, але його винахід було надовго забуто.
Двоколісній машині вдосконалення надали обертові педалі, які придумав і приладнав у 1850 році німецький механік Філіп Фішер.
Завдяки цим педалям велосипед згодом отримав роликовий ланцюг — найвдалішу систему приводу, що дожила до наших днів (почалося це у 1869 році із велосипеда німецького майстра Трефца). Через п'ять років, в 1855 році француз Ернст Мішо застосував їх на своєму варіанті машини і назвав цю конструкцію «велосипедом», що з латини означає «швидкі ноги». Відтепер двоколісний одноколійний візок називатиметься тільки велосипедом, а винахідником його вважатимуть Е. Мішо, котрий завбачливо запатентував свій винахід. Його велосипед демонструвався в 1867 році на Міжнародній виставці в Парижі. Педалі цієї машини кріпилися до переднього колеса. Захоплення новим видом транспорту наприкінці XIX століття призвело до налагодження масового виробництва велосипедів.

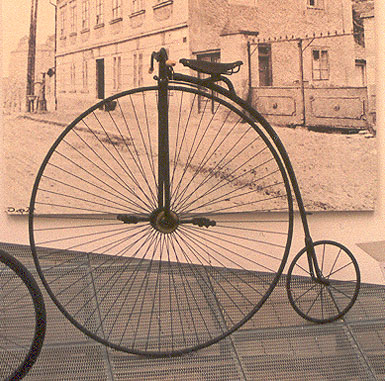
Велосипед «пенні-фартинг» в стилі XIX століття

Намагаючись додати велосипедам швидкості, велоконструктори минулого покладалися в основному на переднє колесо. Чим більший його діаметр, тим швидше котитиметься велосипед. Така орієнтація призвела до того, що передні колеса згодом досягнули людського зросту, а задні навпаки — в два, а то й у чотири рази менші. Велосипедист сидів у сідлі, розташованому над переднім колесом, отже, максимальне збільшення його підіймало максимально високо над землею центр ваги. Через це велосипед втрачав стійкість і важко керувався. Якщо під колесо потрапляла навіть незначна перешкода, велосипедист, як правило, перекидався головою вперед разом з велосипедом. З іншої сторони, осідлати такий велосипед без сторонньої допомоги міг лише добре підготовлений спортсмен, та, зрештою, добитися максимальної швидкості виявилося неможливим, оскільки розмір ведучого колеса обмежувався довжиною ніг їздця.
З 1870-х років стала набувати популярності схема «пенні-фартинг»: величезне переднє колесо, до якого прикріплені педалі та кермо, маленьке заднє колесо, і водій, що сидить майже на вершині переднього колеса. Велика висота сидіння і зміщений до переднього колеса центр ваги робили такий велосипед досить небезпечним. Альтернативою їм були триколісні велосипеди.
В 1867 році винахідником Каупером було запропоновано вдалу конструкцію металевого колеса зі спицями. Через це, громіздкі колеса стали легшими. З 1869 року велосипеди стали обладнувати металевою рамою.

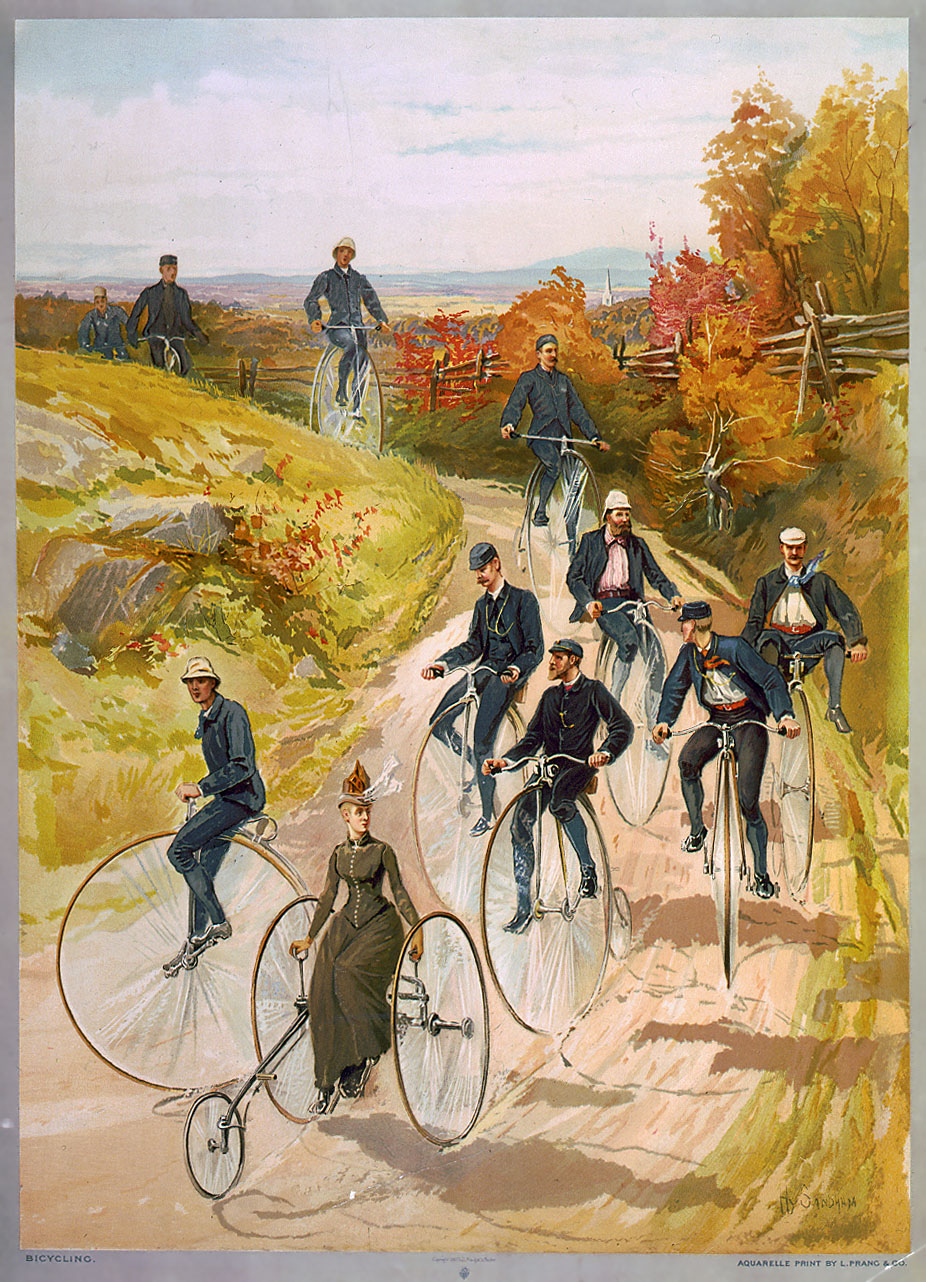
Велосипедна прогулянка. Акварель. Близько 1887 р. США.

Джон Гобб в 1867 році змайстрував одноколісний велосипед, так званий моноцикл. Над дерев'яним колесом діаметром понад 2 метри кріпився стільчик, шарнірно з'єднаний з віссю колеса. «Вершник» обертав його з допомогою важільно-кривошипного механізму. В 1900 році співвітчизниками Хобба було запропоновано моноцикл навпаки — сідло і привод розмістили всередині колеса. Їздець крутив ногами переднє колесо, зусилля передавалось через ланцюг на заднє, а те, притиснуте вагою велосипедиста, рухало велике колесо. Два опорні ролики перекочувалися по внутрішній поверхні великого колеса і водночас правили за своєрідну підвіску.
В 1869 році німецький майстер Трефц на своєму велосипеді з'єднав ведучу шестерню ланцюгом із заднім колесом. Маючи більше передатне число велосипед потребував менше фізичних зусиль і давав можливість розганяти себе дужче. Його сідло кріпилось до листової ресори, що «упокорювало» поштовхи оббитих залізом дерев'яних коліс. Конструктивно, цей велозразок наближався якоюсь мірою до ідеального. Однак найвдаліша геометрія велосипеда зупинилася на варіанті англійського винахідника Ровера.
В 1869 році в Парижі нараховувалось 1300 велосипедів.
В 1878 році англійський винахідник Лоусон ввів у конструкцію велосипеда ланцюгову передачу[джерело?].
У 1878 році зроблено перший складаний велосипед.
Перший велосипед, схожий на той, що використовується в наші дні, називався Rover. Його було зроблено у 1884 році англійським винахідником Джоном Кемпом Старлі (випускався з 1885 року). На відміну від велосипеда «пенні-фартинг», Ровер мав ланцюгову передачу на заднє колесо, однакові за розміром колеса, й сидіння водія між колесами. Велосипед Старлі здобув ім'я безпечного і набув такої популярності, що в польській мові його й досі називають rower, а в деяких західноукраїнських діалектах «ровер». В 1885 році з'явилась модель низького велосипеда «Ровер Сейфті» (безпечний) з двома однаковими колесами. Велосипед став настільки безпечним, що на ньому почали їздити жінки і діти. Сучасний велосипед своєю геометрією дуже схожий на роверівський — у 1885 році Ровер створив свій безпечний велосипед із заднім колесом, яке приводилось у рух ланцюгом. Проте, ця машина XIX століття важила 35 кілограмів.
В 1888 році, шотландський ветеринар Джон Бойд Данлоп заново винайшов надувні шини з каучуку (запатентовані у 1845 році). Після цього велосипеди позбулись прізвиська «кісткотряси». Ідея, як це нерідко буває, прийшла несподівано. Спостерігаючи, як син трясеться на жорсткому самокаті, він знічев'я зупинив свій погляд на шматку шланга від садової помпи. В шланг було налито води і обтягнуто ним ободи. Пізніше Денлоп приєднав до першої у світі шини своєрідний клапан, що тільки пропускав, але не випускав назад повітря, і поспішив запатентувати свій винахід. Цей винахід зробив їзду на велосипедах значно комфортнішою і сприяло їх широкій популярності. 1890-ті роки назвали золотими часами велосипеда. Через кілька років Денлоп заснував фірму, яка випускала шини також для мотоциклів і автомобілів.
В 1895—1905 роках вважалося шиком прогулятися на парному велосипеді. Двоє друзів сиділи на двоколісному велосипеді пліч-о-пліч. Коли колеса виставили в одну лінію — такий варіант велосипеда обмилував спорт: він розвивав високу швидкість, бо опір повітря лишався тим же, а зусилля на ведучу зірочку зростало прямо пропорційно кількості перегонників (йдеться про двомісні перегонові тандеми). В 1900-их роках спортсмени змагалися на 3-, 4-, 5- і 6-місних машинах.
У 1895 році з'явився велосипед із музикою — його переднє колесо мало невеличкий органний інструмент і флейту.
В США в 1895 році було випущено 1,25 мільйона двоколісних машин.
Тривалий час будували також триколісні велосипеди (трицикли), які завдяки своїй стійкості мали більше успіху, ніж двоколісні. Крім того, на три- або квадроциклах перевозили вантажі і пошту. Англійська фірма «Хамбер» у 1897 році поставила на трицикл закритий брезентовий кузов і назвала своє дітище «велолімузином».
В 1898 було винайдено педальні гальма і механізм вільного ходу, що дозволяв не крутити педалі, коли велосипед їде за інерцією з гори. Гальмівна втулка з вільним ходом «Торпедо»  німецького механіка Ернста Захса  стала революційним винаходом у розвитку історії велосипеда. В ті ж роки вигадали перемикання швидкостей і ручні гальма, але ці винаходи набули популярності зовсім не відразу.
Багато винаходів і нових технологій, вигадані для велосипедної промисловості зробили можливим створення автомобілів і літаків. Багато автомобільних фірм початку XX століття створювались як велосипедні.
Перші алюмінієві велосипеди були зроблені у 1890-х роках, перший лежачий — у 1895 році (а у 1914 році почалось масове виробництво лежачих велосипедів фірмою «Пежо»).

Еволюція велосипедів: 1: Карл фон Драйс (Німеччина), 2: Томас Макколл (Шотландія), 3: П'єр Llallement (Франція), 4: Джеймс Starley (Франція), 5: Джон Кемп Starley (Англія), 6: Road (США), 7: Mountain Bike (США)

Перша зручна система перемикання швидкостей була зроблена у 1910.
Перший велосипед із задньою і передньою підвісками було виготовлено у 1915 році, для італійської армії
Починаючи приблизно з 1905 року, велосипеди в багатьох країнах стали виходити з моди через розвиток автомобільного транспорту.
З кінця 1960-х років велосипеди знову увійшли в моду у розвинутих країнах, завдяки зростанню популярності здорового способу життя і загальному усвідомленню важливості екологічних проблем.
Масове виробництво велосипедів з титану почалось у 1974 році, а велосипедів з вуглепластика — в 1975.
Велокомп'ютер було винайдено у 1983 році.

### Курйозні перешкоди в поширенні велосипедів
Здавалося б, перед велосипедом відкривалися усі дороги, і все ж не обійшлося без осуду. Не приховували свого осуду торговці кіньми і фуражем, відчувши як різко впав попит на їхній товар. У зв'язку з масовим захопленням велосипедом, наприклад, в Англії дуже зменшилось виробництво роялів, у Франції велоспорт несподівано потіснив гру в карти. З публічними звинуваченнями в пресі виступили навіть деякі авторитети, щоправда, приховуючи своє ім'я. Так, в газетах і журналах з 1880 по 1900 рік можна було прочитати таке:
«…коні ніколи не звикнуть до цього чудовиська, воно може прижитися тільки в пустелях, де з часом перевершить у швидкості хіба що верблюда»
або про те, як один професор медицини вбачає згубну дію подорожі на велосипеді, оскільки вона може викликати
 «нечуваний біль з подальшими ускладненнями і може довести до… божевілля».

### Велосипеди в деяких арміях світу

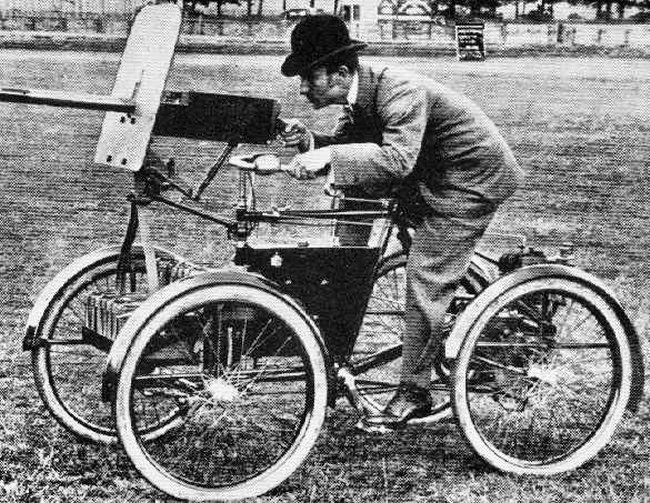
Броньований квадроцикл

Велосипеди взяли на службу в армії у Франції, Італії, Німеччині, Росії, Швейцарії й інших країнах. Ось, що писала з цього приводу російська газета «Южный край» в 1885 році:
 «В армії проходять експерименти з метою залучення велосипедів на військову службу. Велосипеди здатні пробігати вільно по 20 кілометрів за годину і можуть рухатися протягом кількох годин по нерівному ґрунту, канавах тощо. Велосипеди спокійно долають такі перешкоди, бо вони легкі і можуть переноситися на руках, а потім знову рушати далі. Вночі попереду велосипеда чіпляється ліхтар з рефлектором. Особливо зручним бачиться велосипед на службі військово-поштового відомства». 
На озброєнні самокатних частин російської армії були складані велосипеди, які були використані під час військової експедиції 1902 року до Персії. В Політехнічному музеї в Москві під час експозиції «На велосипед!», присвяченої 60-річчю випуску першого радянського велосипеда, ці велосипеди були представлені.
Станом на 1990 рік, швейцарські збройні сили серед інших транспортних засобів використовували і велосипеди. До складу кожного із трьох польових корпусів входить полк солдатів велосипедистів, озброєних протитанковими гранатометами та ручними кулеметами.. Сама конструкція армійського велосипеда була розроблена ще в 1905 році та з тієї пори до 1990 року зазнала лише незначних змін: після Другої світової війни велосипеди отримали барабанні гальма, а в 1984 — фару і задній габаритний відбивач.

### Велосипеди в Російській імперії

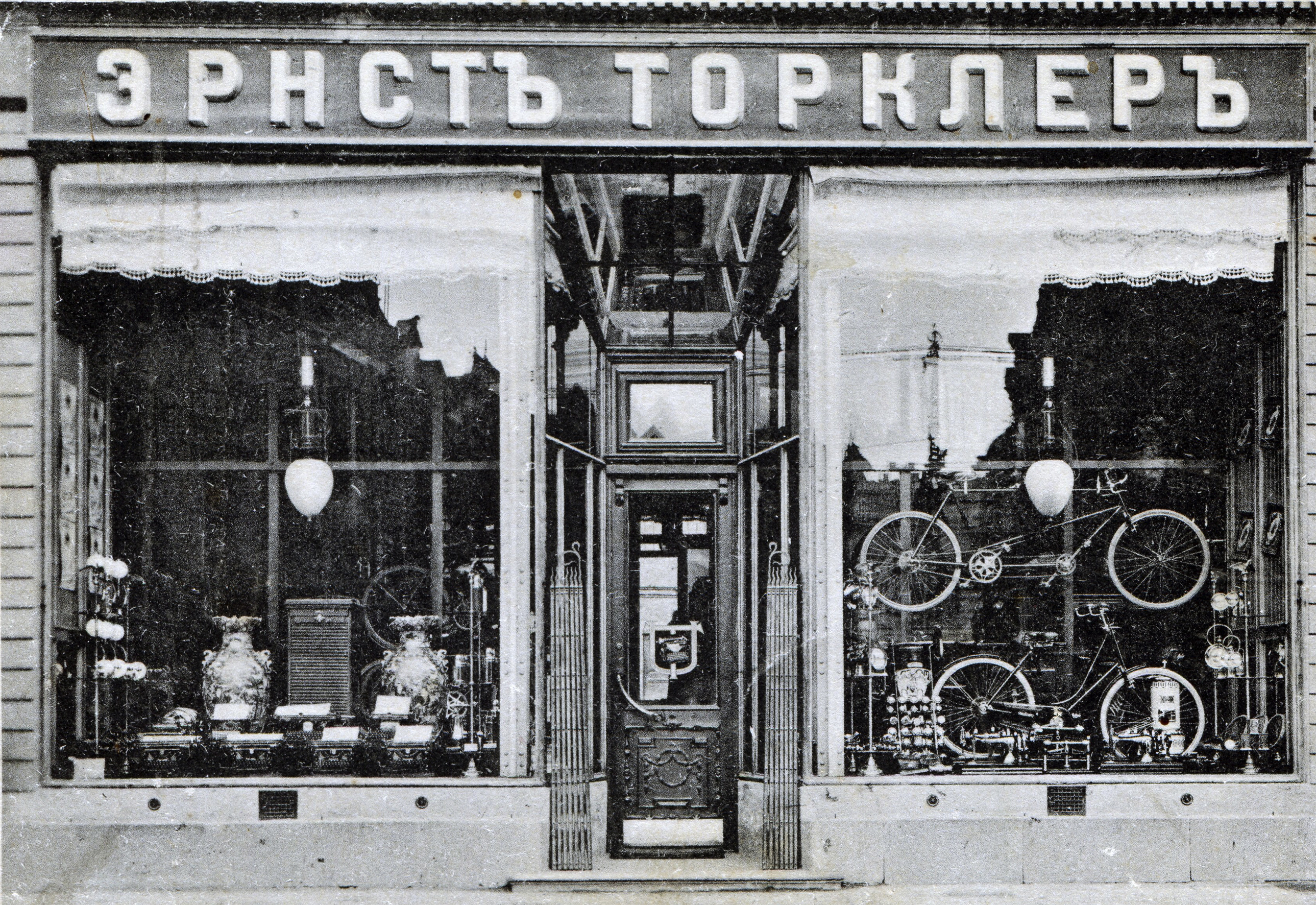
Крамниця велосипедів на Хрещатику в Києві, 1914 рік

Ера велосипеда в Російській імперії починається з 1860-х років. Спершу велосипеди ввозилися з-за кордону, потім їх виготовляли кустарно.
Відстала Російська імперія не мала своєї велосипедної промисловості. Два невеликих заводики — «Лейтнер» в Ризі і «Дукс» в Москві — по суті були збірними підприємствами, які працювали майже повністю на імпортних деталях. «Лейтнер» випускав не більше 15 000 велосипедів щорічно, а «Дукс» — ще менше. Тому, а також через свою дорожнечу велосипед був предметом розкоші.
«Русские ведомости» за 1869 рік повідомляли:
 Нещодавно деякі магазини на Кузнецькому мосту одержали чисельну партію самокатів, або велосипедів. Це, як відомо, дво- та триколісні екіпажі, на яких вершник може їхати без коня куди заманеться, рухаючи колеса своїми ногами і керуючи своїм екіпажем за допомогою стрижня. Такий самокат може робити по 18 верст за годину.
В 1888 році в Одесі було утворене Одеське товариство велосипедистів-аматорів. На початку 1890 року кількість членів товариства становила близько 400 осіб, у місті були збудовані зимові треки для тренування. Загалом у Російській імперії кількість велосипедів у 1890-х роках становила близько 6 тисяч.
«Київська пошта» у 1910 році писала:
 Наші циклісти (так тоді називалися велосипедисти) показують неабияку майстерність. На Хрещатику вони їздять то вперед, то назад по бруківці з трубними звуками і дзвінками.

### Велосипеди радянського періоду

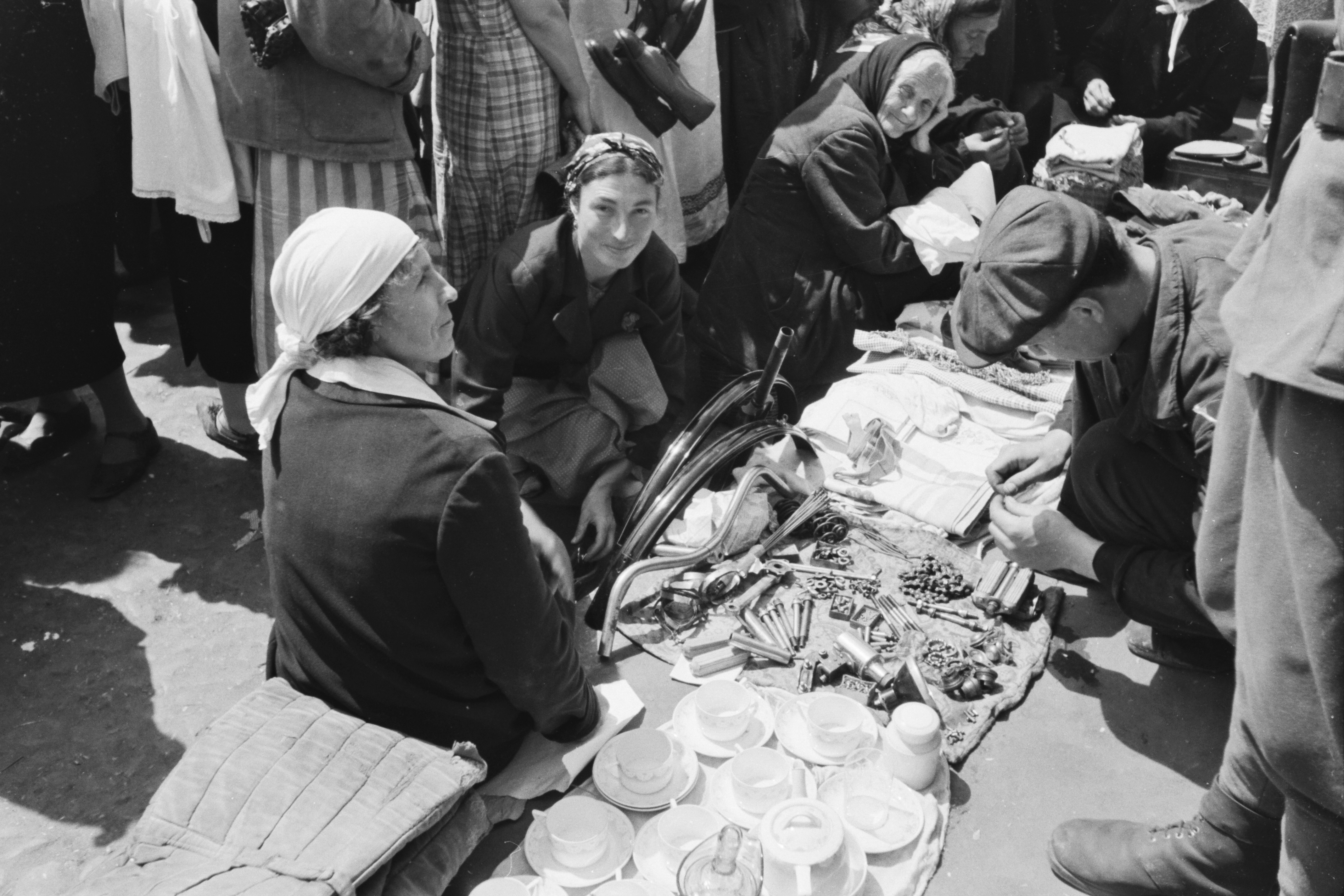
Продаж запчастин для велосипедів у Києві, 1942 рік

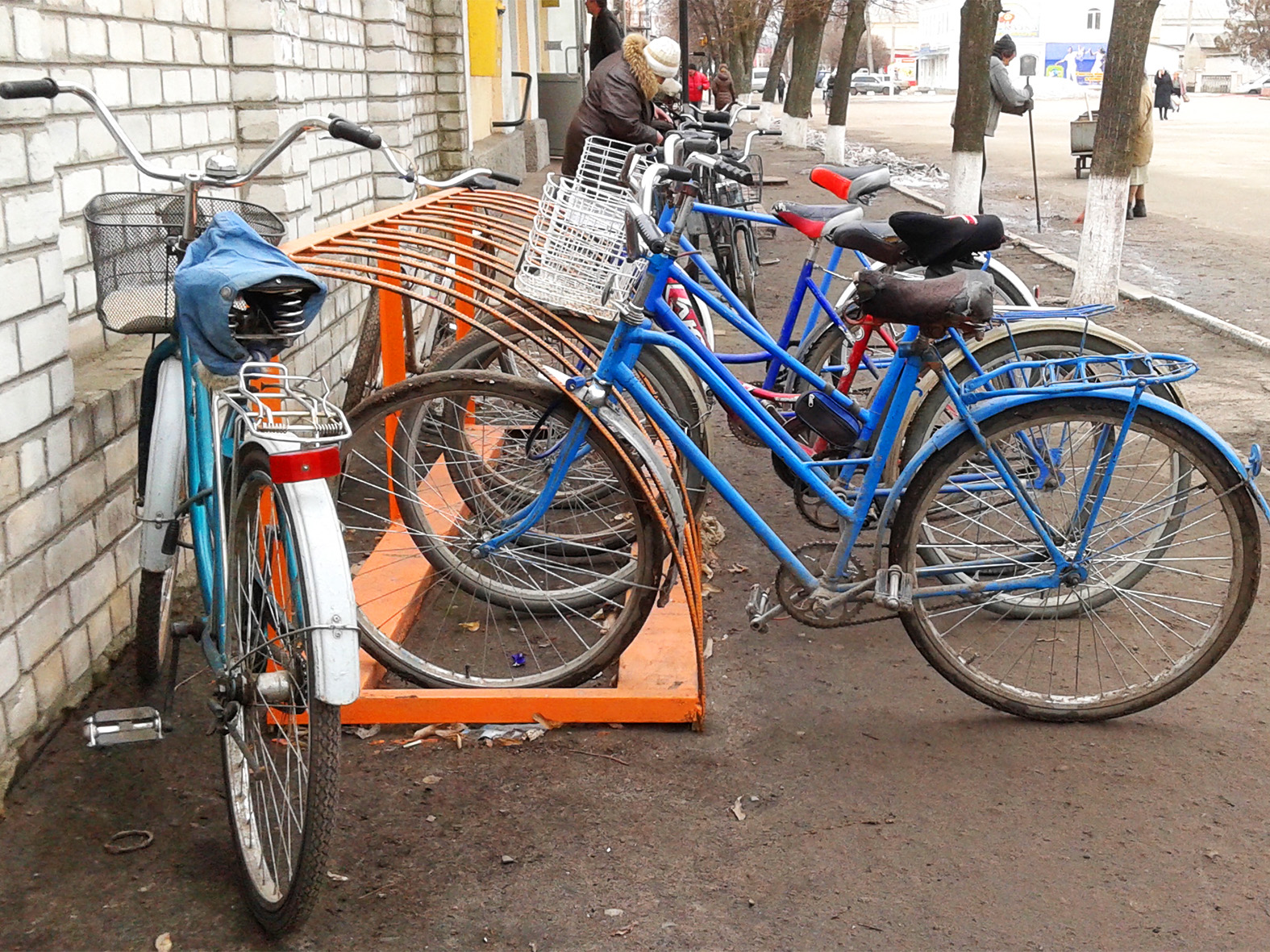
Велосипеди у Старобільську

На початку першої світової війни завод «Лейтнера і Ко» був евакуйований до Харкова, де на його базі засновують один із потужних велозаводів країни — Харківський велосипедний завод ім. Г. І. Петровського (ХВЗ). Перший радянський велосипед зійшов із конвеєра у Харкові 13 березня 1924 року. У 1932 році запрацював завод у Москві, у 1947 році — у Мінську. Наприкінці 1940-х років був заснований Львівський велосипедний завод ЛВЗ.
У Центральному конструкторсько-технологічному бюро ЦКТБ велобудування у Харкові, розробляли перспективні моделі майже всіх видів велосипеда: дорожнього, тандема, туристичного, жіночого, вантажного, складаного, підліткового, дитячого. Свого часу на ХВЗ виготовили спеціальну велоколяску для письменника Миколи Островського, і п'ятиколісний цикл для циркових трюків Олега Попова, виготовляли старі моделі велосипедів для зняття їх у кінострічках. На цьому заводі виготовляли велосипеди із такими назвами: «Україна», «Спутник», «Турист», «Старт».
Завод велосипедів «Вайрас» у місті Шяуляй (Литва) випускав велосипеди «Орльонок», «Ласточка».
Пензенське об'єднання «ЗИФ» випускало велосипеди «ЗИФ», «Естафета», «Росія», «Бриз».

## Велосипеди нині

### Європа

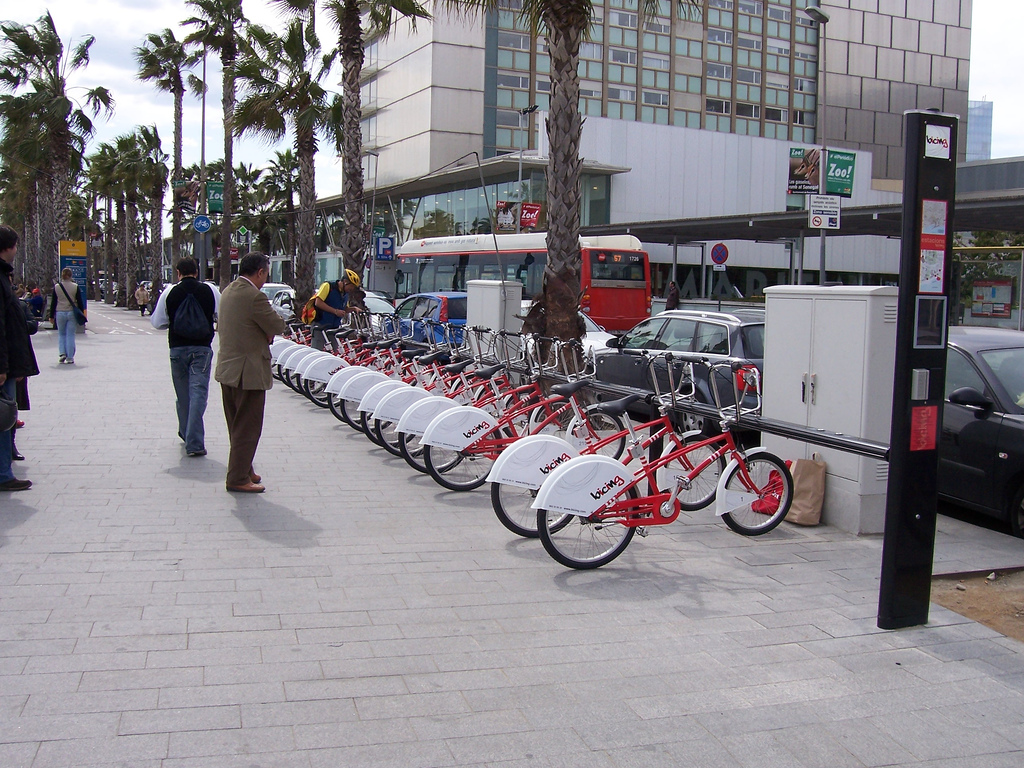
Система обміну велосипедів станції Bicing, Барселона

В наш час велосипеди найпопулярніші в країнах північної і західної Європи. «Найвелосипедніша» країна Європи — Данія, пересічний мешканець цієї країни проїжджає за рік на велосипеді 893 кілометри. Далі йдуть Нідерланди (853 км). В Бельгії і Німеччині пересічний мешканець проїжджає за рік на велосипеді близько 300 кілометрів. Найменш популярний велосипед в країнах південної Європи — середньостатистичний іспанець проїжджає за рік на велосипеді всього 20 кілометрів.

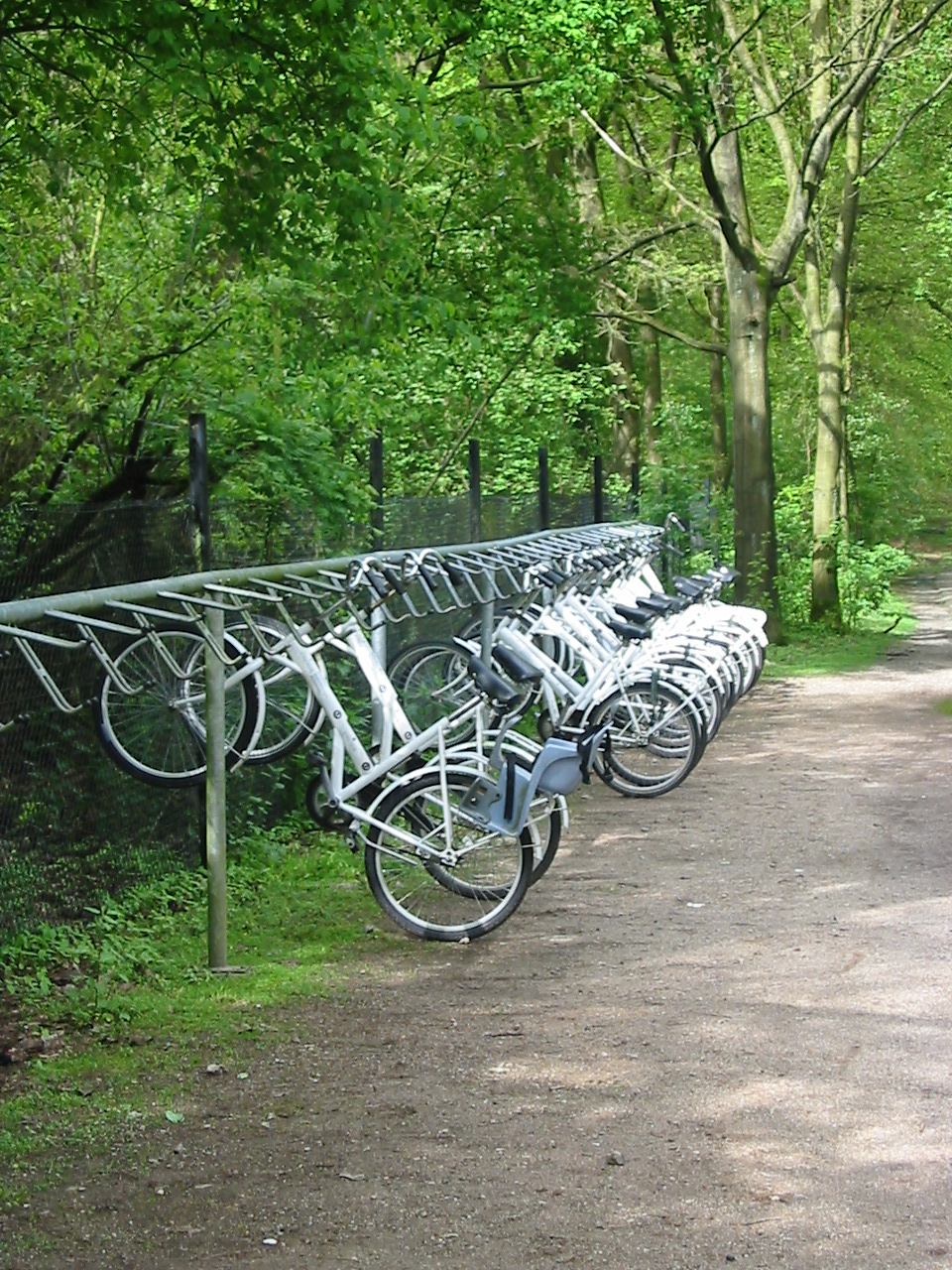
Білий велосипед для вільного використання в національному парку Hoge Veluwe, Нідерланди

Сучасна популярність велосипеда в Європі — результат політики, що проводиться урядами, тому що популяризація велосипедів сприяє розвантаженню центрів міст від автомобілів, а також поліпшує здоров'я нації.
Для популяризації велосипеда застосовуються такі заходи: влаштування велосипедних доріжок та іншої інфраструктури; заходи, що полегшують використання велосипедів у комбінації з громадським транспортом (велосипедні стоянки, як правило, криті, а часто і з охороною, на вокзалах і автостанціях, обладнання пасажирських поїздів спеціальними вагонами для пасажирів з велосипедами тощо).
Голландські містобудівники одними із перших проклали велосипедні дороги, що навпростець виводять за місто, на лоно природи. Шанувальники двоколісного транспорту об'єднані в Нідерландську спілку велосипедистів. Спілка досить авторитетна установа, вона видає спеціальні карти і путівники, організовує групові поїздки та екскурсії, утримує пункти прокату та ремонту велосипедів. Щороку при її сприянні влаштовується велосипедний ярмарок новинок.
В багатьох країнах Європи, велосипед можна взяти на прокат на вокзалі.
В Копенгагені можна взяти велосипед напрокат безоплатно, причому на будь-який час. Такі велосипеди заборонено використовувати поза Копенгагеном, порушника чекає штраф у 1000 крон від першого ж зустрічного поліціянта. Незвичайний дизайн і колір велосипедів не дозволяють їх викрасти і видати за власні. Аналогічна програма є в Гельсінкі. Безкоштовно орендувати велосипед можна і на території парку Hoge Veluwe в Голландії та інших місцях.
В Амстердамі, що називає себе велосипедною столицею Європи, велосипеди можна взяти на прокат не лише на залізничній станції, але й в пунктах прокату в більшості велосипедних магазинів, в багатьох готелях. Є навіть спеціальний готель для велосипедистів. Можна орендувати водний велосипед, велосипед-тандем і, навіть, велосипед для 8 осіб. В цьому місті велосипеди — звичайний засіб пересування, значно розповсюдженіший за автомобілі.

### Азія
В багатьох країнах східної і південно-східної Азії, таких як Китай, Індія, В'єтнам, Лаос та Індонезія, велосипед є одним з основних засобів пересування завдяки низькій ціні.
| Поліцейський у Торонто, Канада | Поліцейський Каліфорнії, США | Поліцейський у Данії | Поліцейські Ганновера, Німеччина |

## Будова і частини велосипеда

Схема велосипеда

Велосипед складається з рами, на яку кріпляться колеса, кермо з вилкою керма, що повертає переднє колесо, педалі на шатунах і сідло, зазвичай з амортизатором. Педалі крутять колесо через ланцюгову передачу, вал або ремінну передачу. Велосипед, також, обладнаний ручним чи ножним гальмом.
Багато велосипедів обладнані багажником, дзвінком, світловідбивачами (катафотами) (в Україні і багатьох інших країнах заведено ставити білий відбивач спереду, червоний — ззаду, жовті — на колесах, червоні на педалях) чи ліхтариками (білий — спереду, червоний — ззаду) на батарейках чи мініелектрогенераторі. В багатьох країнах дзвінок чи ліхтарики є обов'язковими.
Велокомп'ютер підраховує швидкість і пройдену відстань.

### Рама
Традиційно, велосипеди поділяються на чоловічі та жіночі. В жіночих велосипедах верхньої трубки або, взагалі, немає, або вона доходить лише до середини трубки, на якій знаходиться сідло, інакше сісти на такий велосипед в довгій спідниці було б дуже важко, а в короткій — дуже нескромно. (В кінці XIX століття, коли велосипеди увійшли в моду, суспільство строго ставилось до порушення пристойності)
В наш час поділ стерся, і велосипеди без верхньої трубки популярні серед обох статей тому, що на них зручніше сідати і в штанях.
З 1930-х років, рами стали робити з легованої сталі, а з 1980-х стали набувати популярності алюмінієві сплави. В більш дорогих моделях використовуються рами із сплавів титану чи вуглепластику (карбонові рами). Дитячі велосипеди можуть бути зроблені з магнію.
За формою традиційна рама має вид двох суміжних трикутників, менший з яких — це задня вилка. Основне навантаження несе на собі більший трикутник. Розмір рам класичної трикутної форми з горизонтальньою верхньою балкою виміряється в сантиметрах і дорівнює довжині вертикальної опорної труби від осі ведучої шестерні до її верхнього зрізу. В Італії розмір дорівнює перпендикуляру, «опущеному» від ведучої осі на верхню горизонтальну трубу трикутника рами.
20 років тому популярності набували так звані «Y-рами». Вони були розповсюджені головним чином в гірських МТВ спортивних модифікацій та в юнацьких великах класу City-MTB.

### Інші компоненти
Дешеві велосипеди (а також майже всі дитячі) обладнуються однією ланцюговою передачею та муфтою обгону. Муфта обгону забезпечує передачу крутильного моменту на колесо лише в тому разі, коли швидкість на зірочці педалей перевищує швидкість на зірочці колеса. Дитячі, трекові та деякі інші велосипеди мають фіксовану передачу. Використовують також і інші види передачі — карданну, гідравлічну тощо.
В дорожчих велосипедах є перемикання швидкостей. Оскільки ноги розвивають максимальну потужність при певному зусиллі, перемикання швидкостей дозволяє використовувати силу м'язів ефективніше.

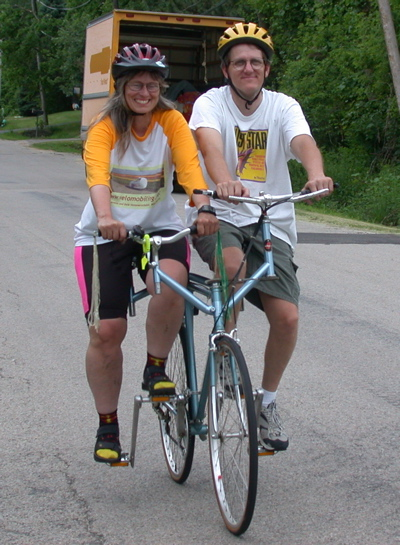
Двоколісний тандем «пліч-о-пліч»

Велосипеди бувають із ніжними гальмами, але зазвичай обладнуються ручним гальмом (частіше за все на обидва колеса, рідше — лише на заднє). При великій швидкості необхідно натиснути спершу заднє, а потім переднє ручне гальмо, інакше велосипед може перевернутись.
Іноді велосипед обладнується обома видами гальм для більшої безпеки[джерело?].
Помилково вважається, що стійкість велосипеда пов'язана з гіроскопічним ефектом. Але цей ефект дуже незначний, особливо при невеликих швидкостях. А от поворот керма у бік, в який зміщується центр тяжіння, швидко зміщує вісь симетрії (що проходить повз переднє і заднє колесо) до центру тяжіння.
Кермо на спортивних та туристичних велосипедах встановлюється на винос керма. Правильно підібраний винос дозволяє велосипедисту утримувати оптимальний нахил тулуба та зменшує виляння.

## Різновиди велосипедів. Класифікація
Градацію велосипедів можна умовно провести, розділивши користувачів на три вікові групи: дитяча група, підліткова група і доросла. 

Дитяча група.

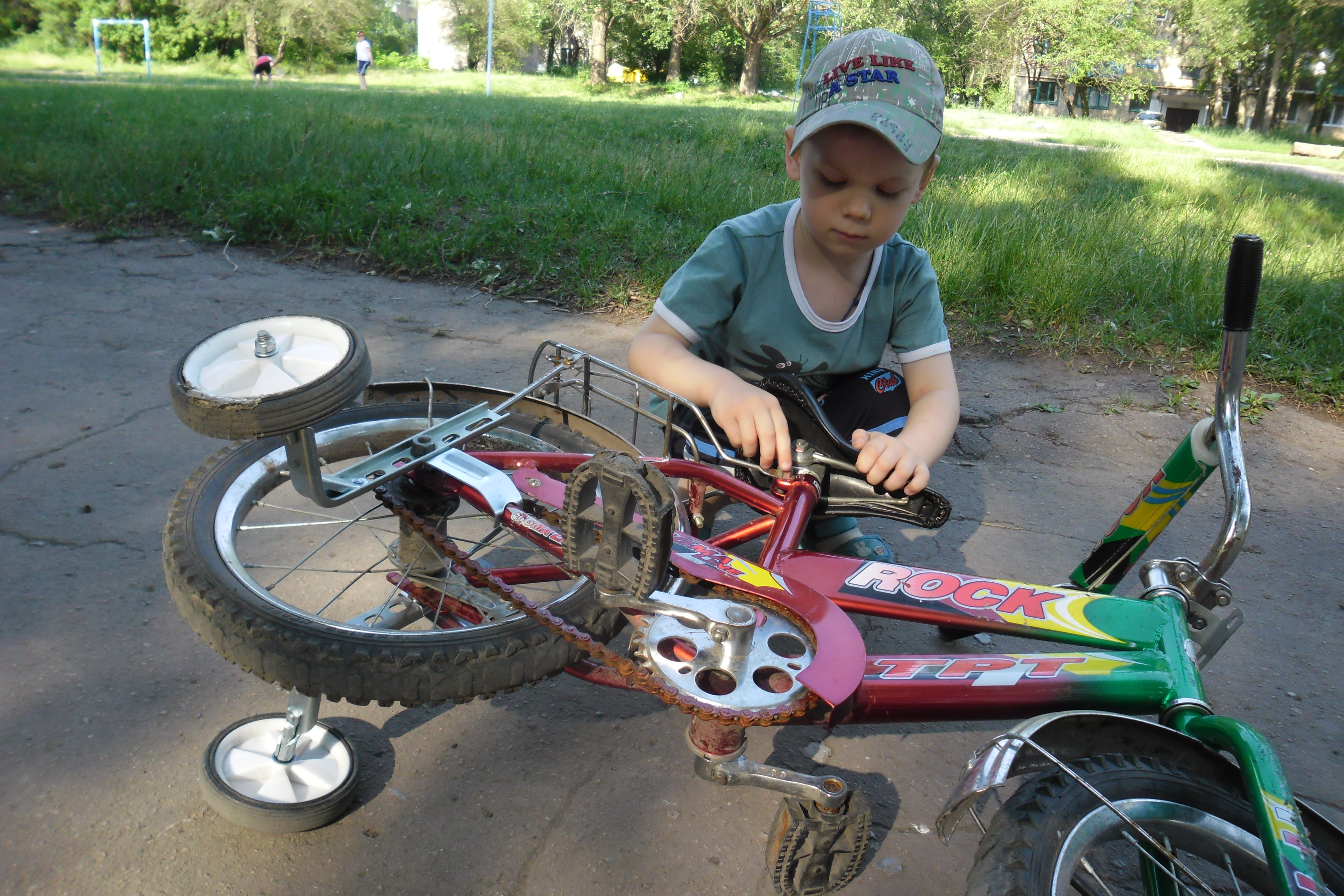
Дитячий велосипед.

- Велосипеди для найменших — триколісні із закріпленими на передньому колесі педалями. Вони призначені для дітей 2-3-х річного віку, з ростом 95-103 см.
- Велосипеди зі з'ємними приставними колесиками по боках призначені для навчання дитини їзді на двох колесах. Вони сприяють формуванню правильної посадки й виробленню відчуття рівноваги. Такі велосипеди розраховані на вік дитини від 3 до 7 років. Вага велосипедів з 12 спицями 7-9 кг; відстань між осями коліс — 650—700 мм; відстань від землі до сідла — близько 600 мм. Шини, як правило, широкі: 1,9-2,5" — для покращення прохідності і стійкості; кермо і сідло регулюються по висоті; задні колеса комплектуються гальмівною або безгальмівною втулками.

Підліткові велосипеди є маленькою копією дорослого дорожнього велосипеда. Вони пристосовані до тривалих поїздок, мають добрі швидкісні характеристики і довший строк служби. Високе розташування каретки і коротка база забезпечують велосипеду високу прохідність по бездоріжжю. На верхній трубі рами розташовується ударозахисна прокладка із пористої пластмаси. На задньому колесі стандартна гальмівна втулка.
Дорослі велосипеди див. нижче.

### Міські велосипеди

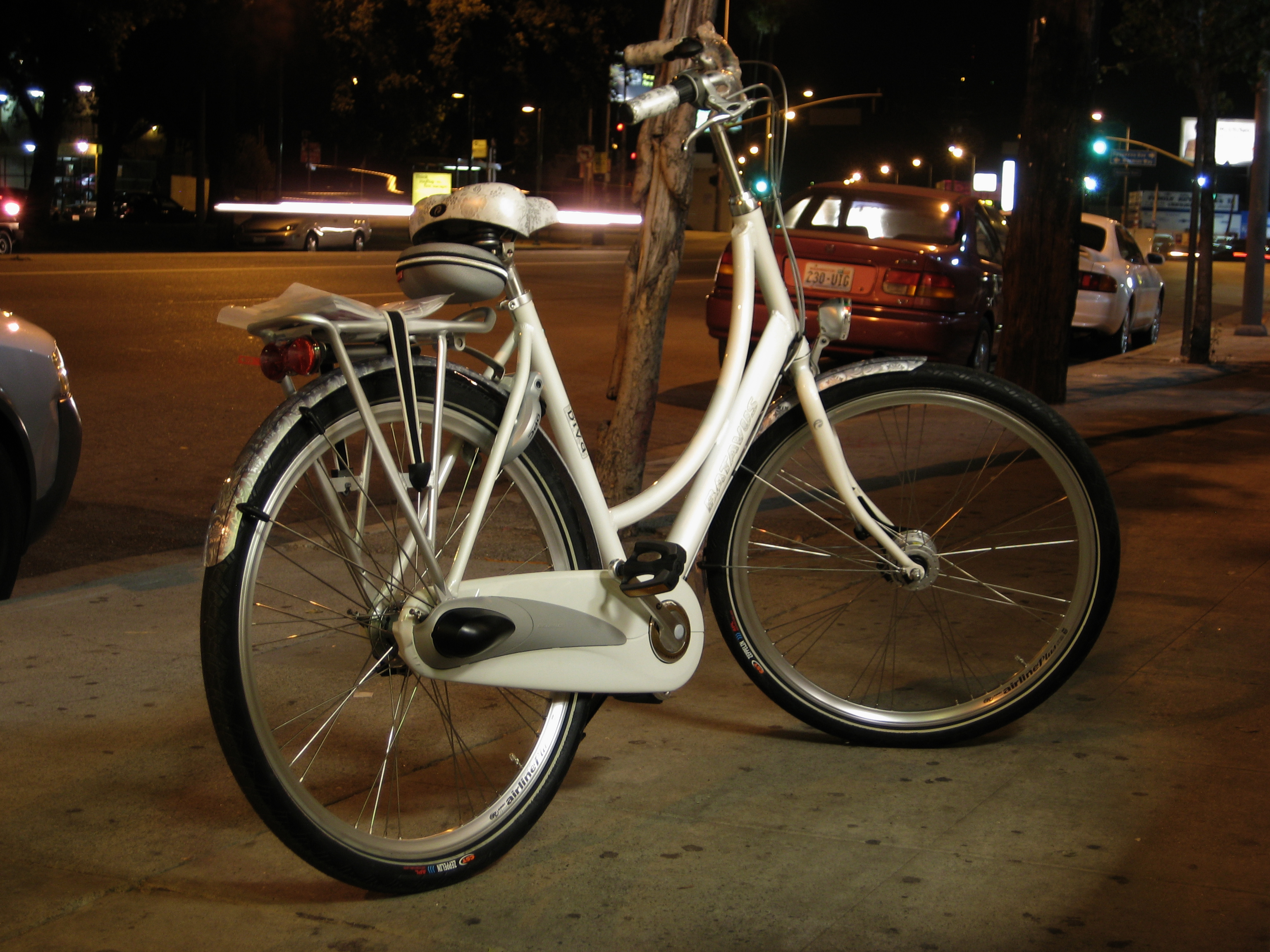
Міський велосипед

Міські велосипеди (англ. City-Bike) призначені для зручної їзди містом, швидкість менш важлива, ніж зручність. Посадка спини велосипедиста пряма, сідло широке і добре амортизоване. Гальма ручні при відкритому (зубчастому) задньому перемикачеві швидкостей. Останнім часом спостерігається повернення до традиційної конструкції (закрита втулка задньої осі з ножним гальмом і вмонтованим 7-ступеневим перемикачем швидкостей). Кермо часто форми горизонтальної «вісімки». Колеса з зовнішнім діаметром обода чи внутрішнім діаметром шин 28" (622 mm) (іноді 26" — 559 mm) дюймів. Товщина шин 1,3/4-1,5/8 дюйма; у велосипедів з 26"-колесами товщина шин може сягати 1,8 дюйма, що наближує їх до гірських велосипедів. В Західній Європі ще зрідка можна зустріти City-Bikes з колесами 27", 630 mm — «голландської» конструкції. У Франції є стандарт коліс діаметром 700 mm. Практично завжди встановлені незнімні грязьові щитки на колесах, захист ланцюгу, багажник. Рідше — підніжка, дзеркала заднього огляду, кошик і інше. Іноді вже в заводській комплектації встановлено електрообладнання.
За міжнародними стандартами велосипеди «City»-класу надходять у торговельну мережу вже обладнані протидощовими щитками-«крилами», електричними заднім та переднім ліхтариками, динамо-машиною; заднім, а іноді і переднім багажником, відкидною «підніжкою» для паркування та іноді ручним насосом. Стандартна вага повністю спорядженого велосипеда сягає 16 кг — залежно від класу рами та обладнання.

### Гірський велосипед

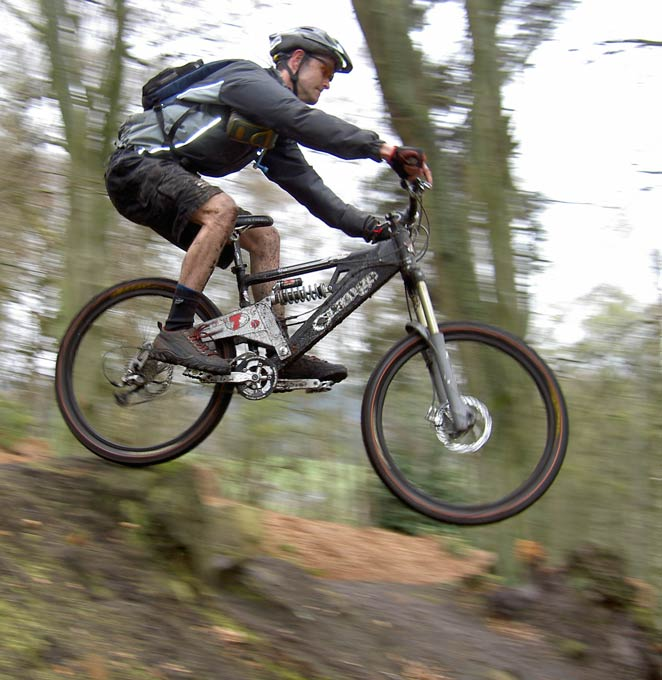
МТВ класу Freeride

Гірські велосипеди, або MTB (англ. Mountain bike — маунтинбайк) — призначені для їзди по бездоріжжю. Вперше велосипеди цього класу з'явились на початку 70-х рр. у США, у 80-х почалось серійне їх виробництво, у 90-х вони заполонили весь світ.
Їх характеризує дуже міцна рама, потужні колеса діаметром 26", 27,5" і 29" дюймів (559 mm), шини шириною 1,85-2,5 дюйма, амортизаційна вилка керма, часто і задня амортизаційна «незалежна» підвіска. Кермо пряме, іноді з «ріжками».
Для МТВ характерна також велика кількість швидкостей (останні генерації мають формулу передн./задн. перемикачів 3х9=27).
Існує ціла гамма різноманітних спортивних змагань з МТВ (Даунхіл, Фрі: райд, Кросс-кантрі, Ендуро та ін.), відповідно до умови яких відрізняються дизайн, конструкція МТВ. Отже, в самому класі МТВ існують модифікації, підкласи.

### Шосейний велосипед
Шосейні велосипеди' (англ. Road bicycle, нім. Cross-Bike) призначений для швидкої їзди головним чином асфальтованими шосе. Їм притаманний тонкий корпус, металева «трикутна» чи трапецієподібна рама, пряме кермо, колеса 28" (622 mm) і шини діаметром 1,1/4" — 1,3/4" дюйми. Максимально полегшений варіант велосипедів цього класу — це повна відсутність електричного обладнання, протидощових щитків та багажника.

#### Туристичні велосипеди

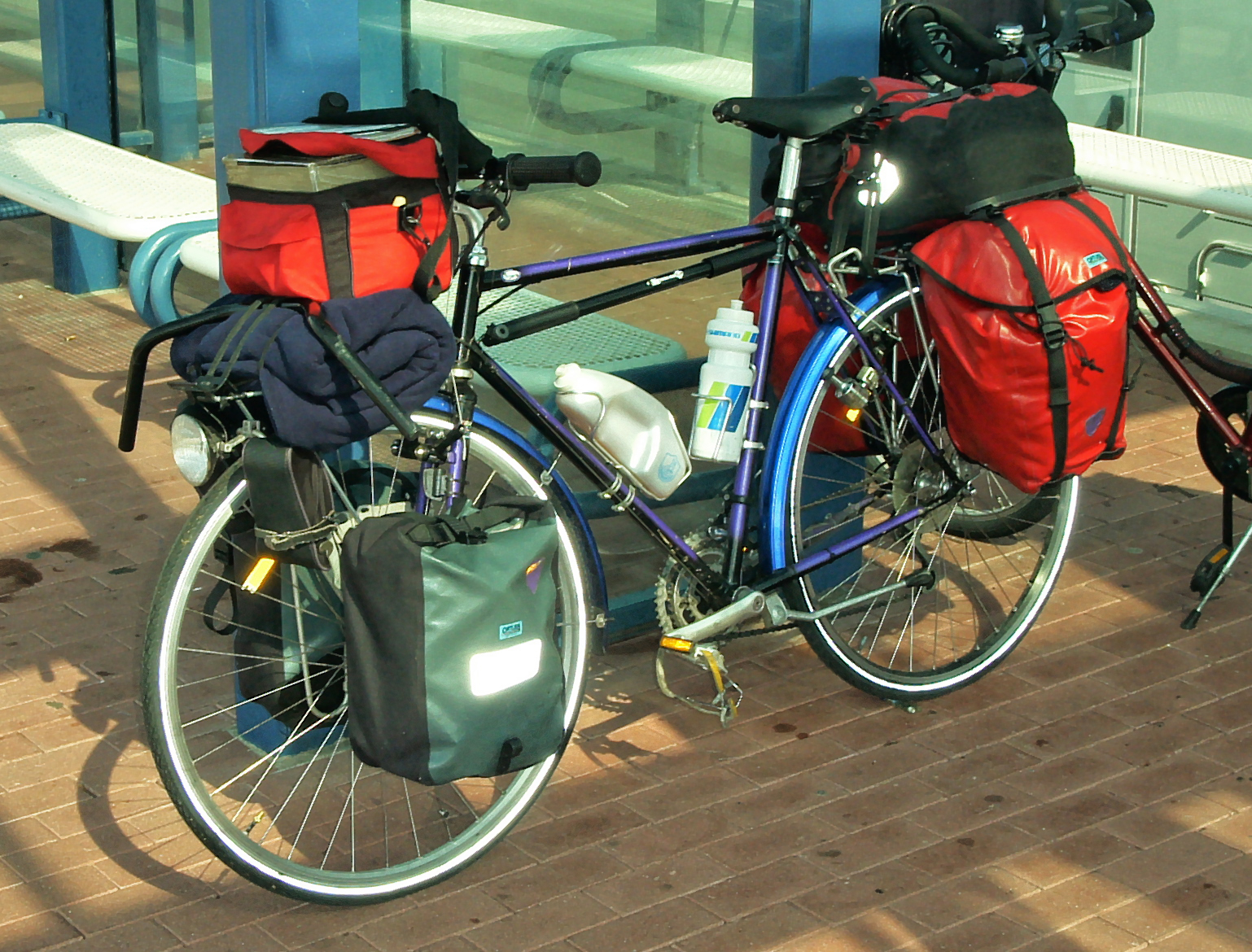
Туристичний велосипед

Туристичні велосипеди (англ. Touring bicycle, нім. Trekking-Bike) призначені для велотуризму, але мають універсальне призначення для їзди як у місті, так по дорогах без твердого покриття. За обладнанням знаходяться посередині між міськими (City-Bikes) та шосейними (Road bicycle, Cross-Bikes). За зовнішнім поглядом, компонуванням рами, розміром коліс та формою керма зовнішнє дуже схожі на Cross-Bikes. Відрізняються більш масивною рамою, наявністю освітлювальних електроприладів, крил та багажника. Мають більш високу посадку велосипедиста. Шини 1,3/4" — 1,5/8" дюйми. Кермо часто пряме, іноді має форму горизонтальної «вісімки».

#### «Гібридні» велосипеди
«Гібридні» велосипеди — проміжні між гірськими і шосейними.
Назва «гібрид» є вже достатньо усталена. Це не просто проміжна ланка між гірськими та шосейними велосипедами, це 28 колеса з гумою, товщою за шосейну, тоншою за гірську та обов'язково горизонтальне кермо. Є також інші варіанти змішування шосейних та гірських велосипедів, наприклад «Монстер-кросс» .

#### Гравійні велосипеди

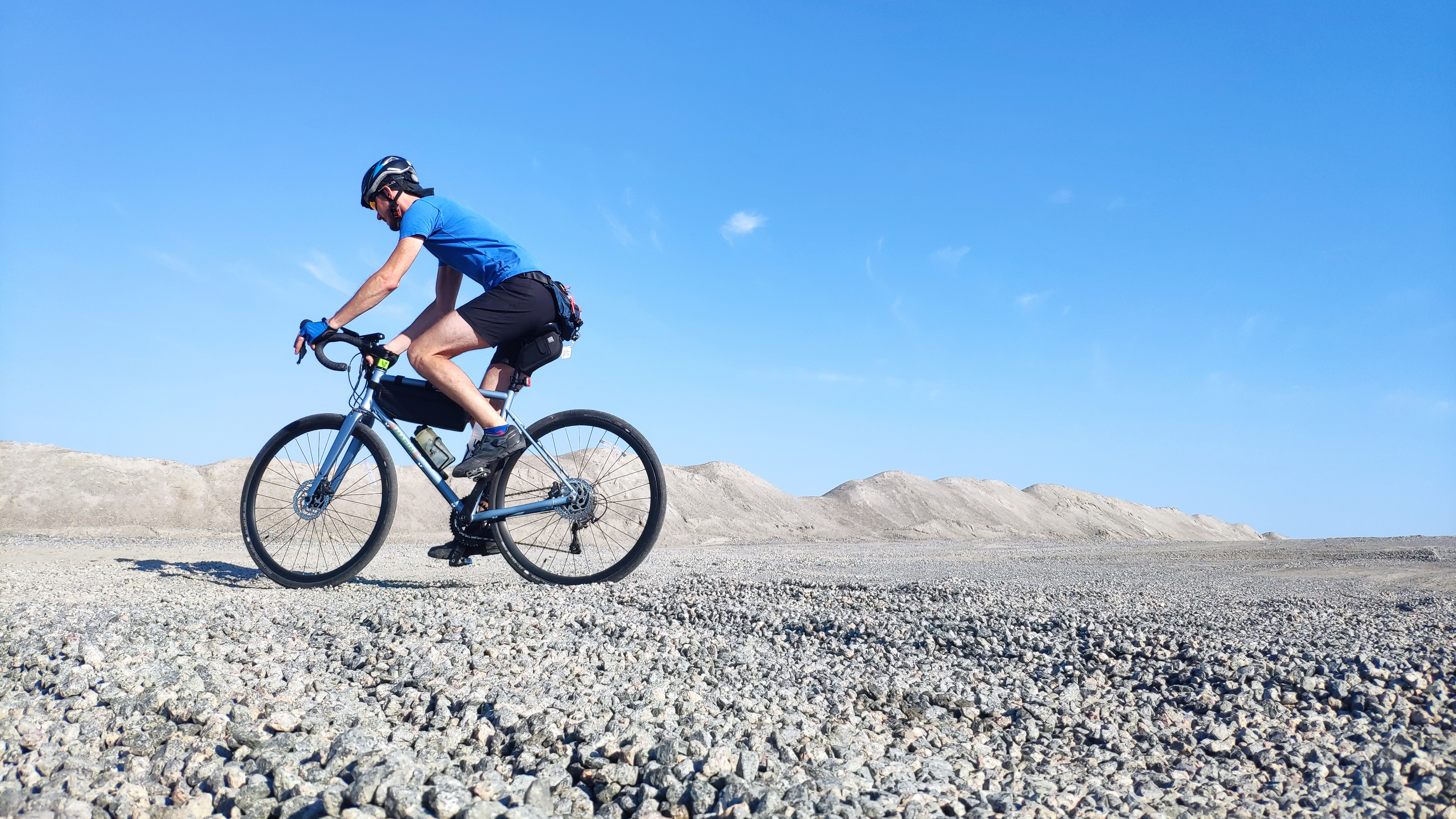
Велосипедист на гравійному велосипеді

Гревел (gravel bike) — гравійний велосипед. Цей тип 2-колісних транспортних засобів призначений для пересування по дорогах низької якості та ґрунтових, покриттю з мілкої фракції щебеню та сільській місцевості. Модифікація циклокроссового велосипеда, його називають всюдиходом серед велобайків. Характерні особливості:
- високе і компактне кермо конструкції «‎баран». Завдяки цьому досягається зручне керування в різних умовах і зменшується навантаження на руки та спину;
- дискові гальма;
- міцна та легка рама з гібридною геометрією (шосейний та МТБ);
- дуті колеса, широкі шини (від 35 мм) забезпечують хороший рівень амортизації під час катання та керованість на поворотах;
- короткий хід підвіски;
- широкий зазор між рамою та вилками;
- невелика вага.

Це універсальний та зручний тип велосипедів, що дозволяє щоденно пересуватися на великі відстані в умовах міста і на бездоріжжі.

### Перегонові велосипеди

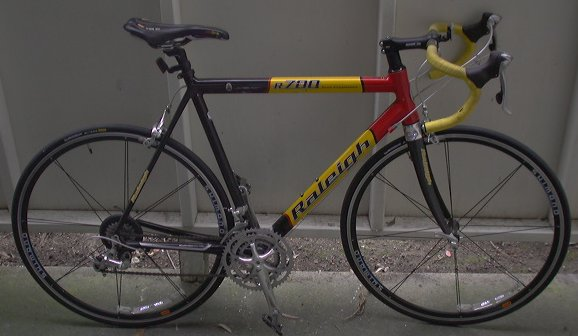
Перегоновий велосипед

Перегонові велосипеди призначені для велогонок на шосе. Рама із карбону або легких сплавів. Колеса обладнані вузькими камерними шинами без покришок. Велика кількість передач (останні моделі мають формулу передач 2х10=20), гнутим спадним кермом (тобто, ручки керма опущені — це створює більше навантаження на спину велосипедиста, але зменшує опір повітря), ручними гальмами. Суттєво відрізняються поміж собою (рама, кермо, колеса) велосипеди для групових перегонів та для індивідуальних перегонів на час. Останні наближаються до трекових велосипедів для перегонів на час — карбонова лита рама, цільні «плівкові» колеса, «ріжкове» кермо з «підлокотниками» (див. Тріальний велосипед).
Колеса-диски (де замість традиційних спиць — суцільні диски витоплені з вуглеволокна) використовуються для зменшення турбулентності (завихрення) набіжного потоку повітря.

### Велосипеди для шосейних змагань з тріатлону

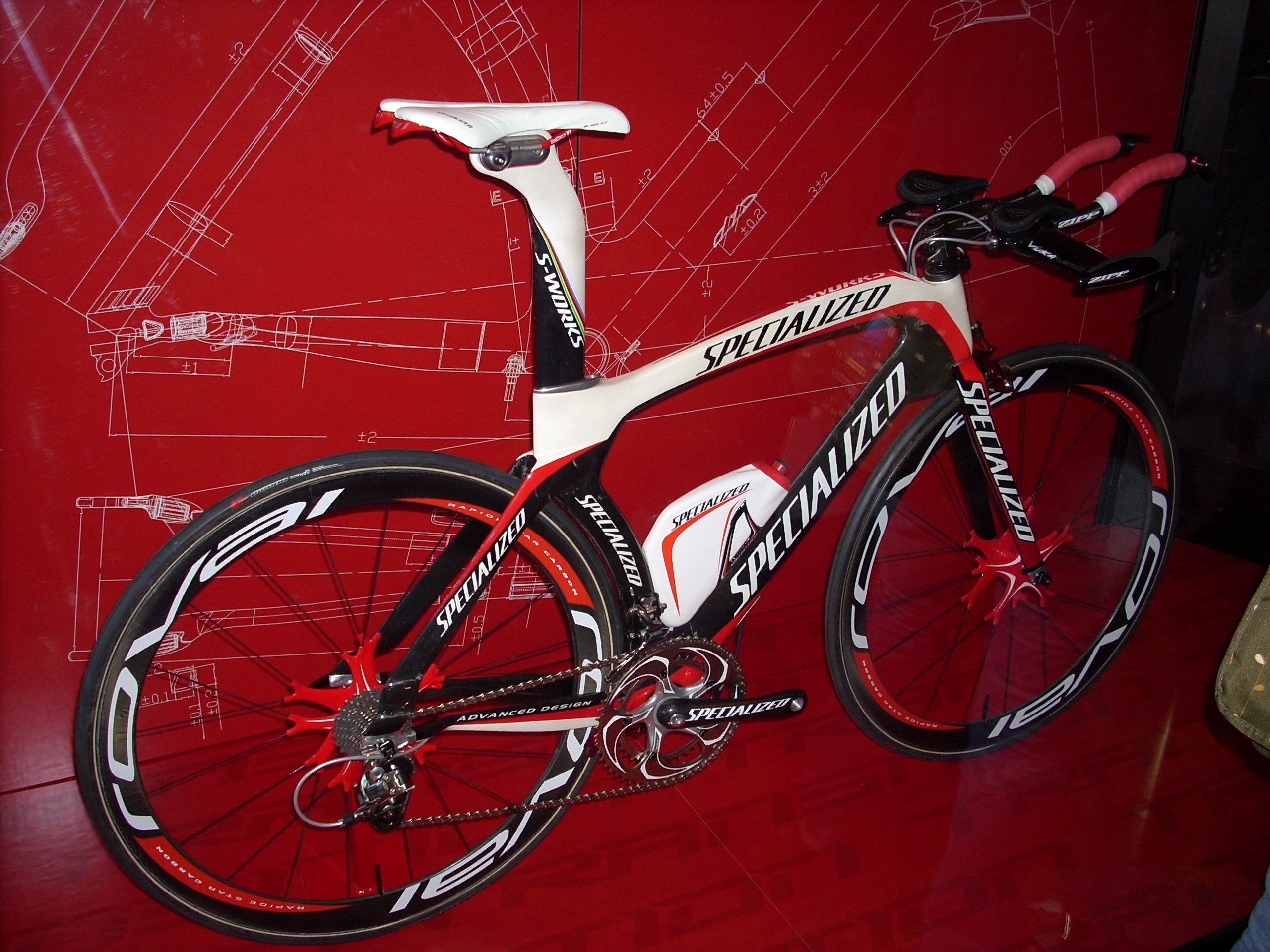
Велосипед з тріатлону бренду «Specialized»

'Велосипеди для шосейних змагань з тріатлону' (англ. Triathlon) — Підвид шосейно-перегонових велосипедів. Відрізняються від них трохи іншою геометрією «трикутної» рами, обладнанням керма (як у шосейних і трекових для індивідуальних перегонів на час — див. англ. Triathlon bars) та 26"-дюймовими (571 mm) колесами.

### Трекові велосипеди
Трекові велосипеди використовуються в перегонах на велотреці. Їхнє завдання — розвинути максимальну швидкість на рівному треці. Від перегонового вони відрізняються відсутністю багатьох «зайвих» деталей, наприклад, гальм і перемикання швидкостей.

### Велосипеди BMX

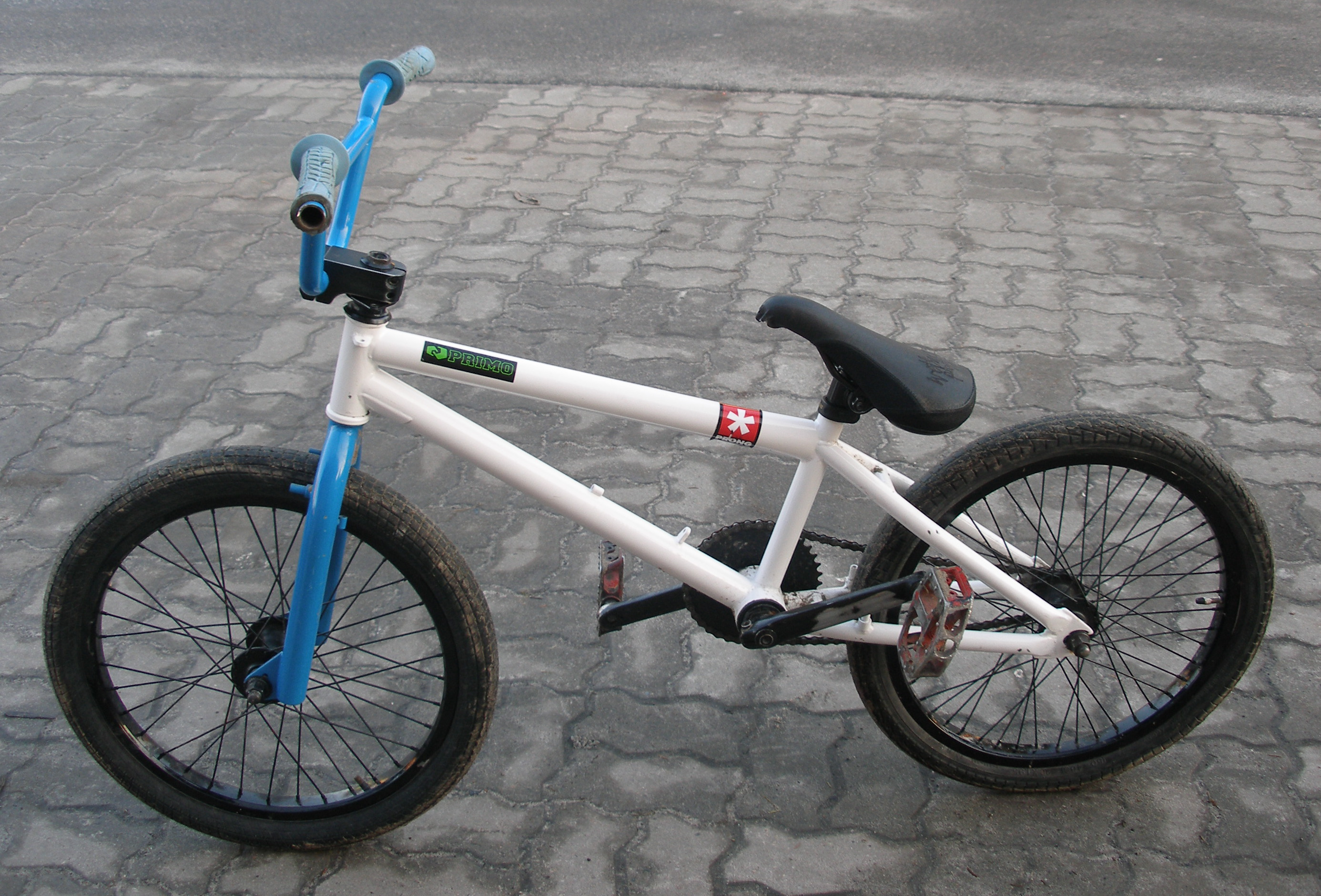
BMX

BMX — велосипеди для спортивної акробатики. Назва є скороченням від англ. «Bicycle MotoCross», де літера X замінює англійське слово «Cross» (хрест, перехрестя). BMX називається вид велосипедного спорту, що з'явився у кінці 1960-х років у США — базується на велосипедах з 20-дюймовими колесами.

### Велобольні велосипеди

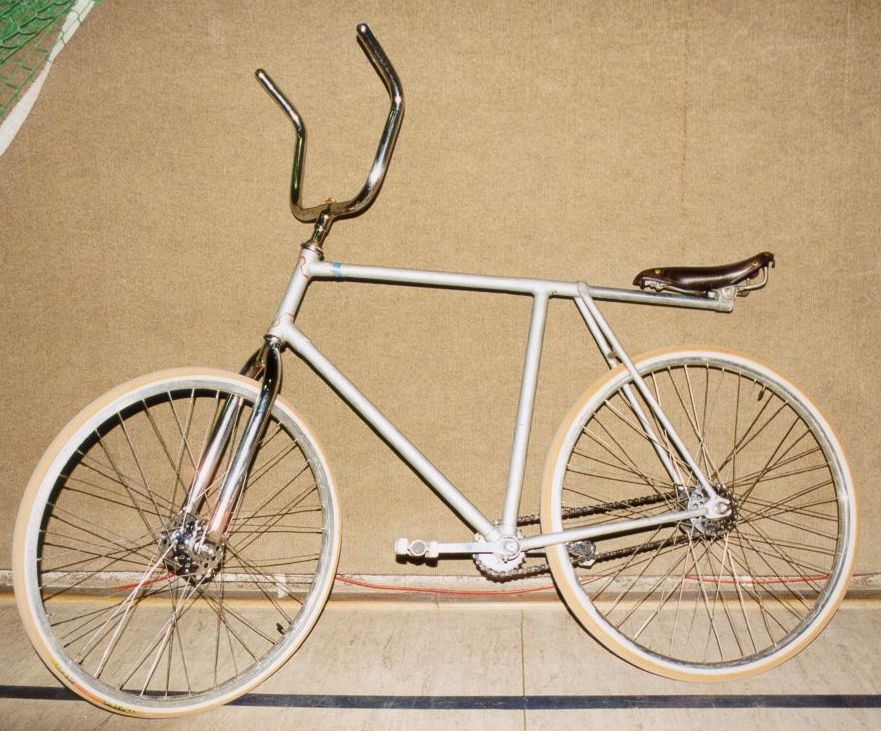
Велосипед для велоболу

Велобольні велосипеди — для гри у велобол. Вони особливі: важать до 13 кг, на передньому зубчастому колесі 24 зубці, на задньому — 22. Діаметр переднього і заднього ходових коліс однаковий і не перевищує 645 мм. О́бід може бути дерев'яний чи металевий. Ширина шин становить 2,5—3,8 см. Гальм немає, маточина заднього колеса зафіксована нерухомо. Сідло, завдовжки не більш як 300 мм, а завширшки не більш як 200 мм, зміщене дозаду. Таким чином можна зручно пересуватися, краще втримувати рівновагу й робити стійку на задньому колесі. Ручки керма, що вільно обертається навколо осі, вигнуті догори у формі літери «U», що дає можливість завдавати різких ударів: швидкість лету м'яча досягає 90 км/год. Задля безпеки на ручках керма є насадки з ґуми, дерева або пластику. Ціна такого сучасного велосипеда доходить до 2500 євро.

### Складаний велосипед

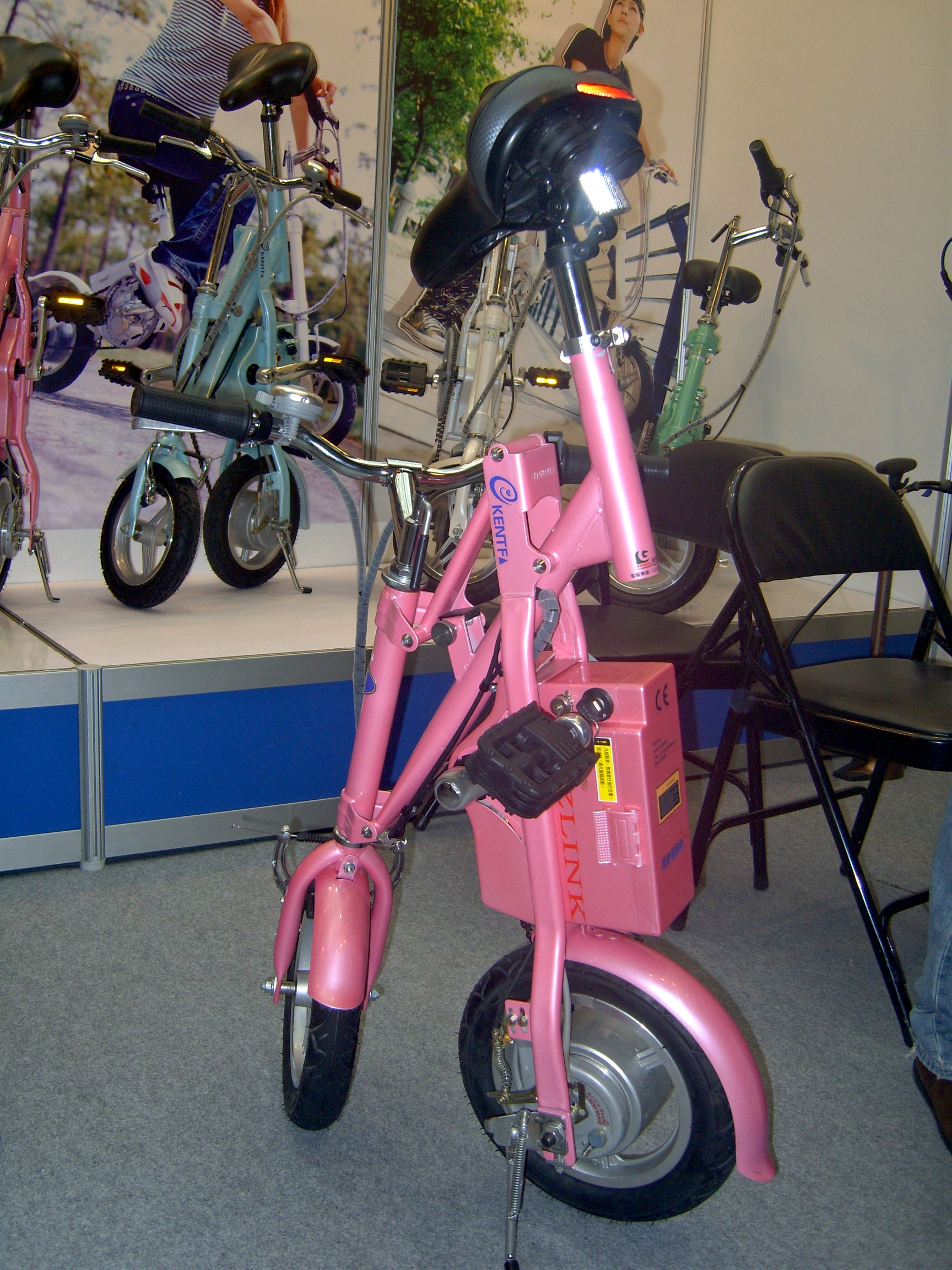
Складаний мінівелосипед

Складаний велосипед — велосипед, який складається. Найбільше поширене конструктивне рішення — застосування заниженої, короткої рами із перерізом її напівпіл, з додаванням швидкого фітингового з'єднання. В складеному стані велосипед може перевозитись в легковій машині, в ліфті, приміських та загальних поїздах. Сучасні конструкції складних велосипедів дозволяють складати інші конструктивні елементи: педалі, сідло, руль, рульову колонку.

### Електроцикл (Електричний велосипед)

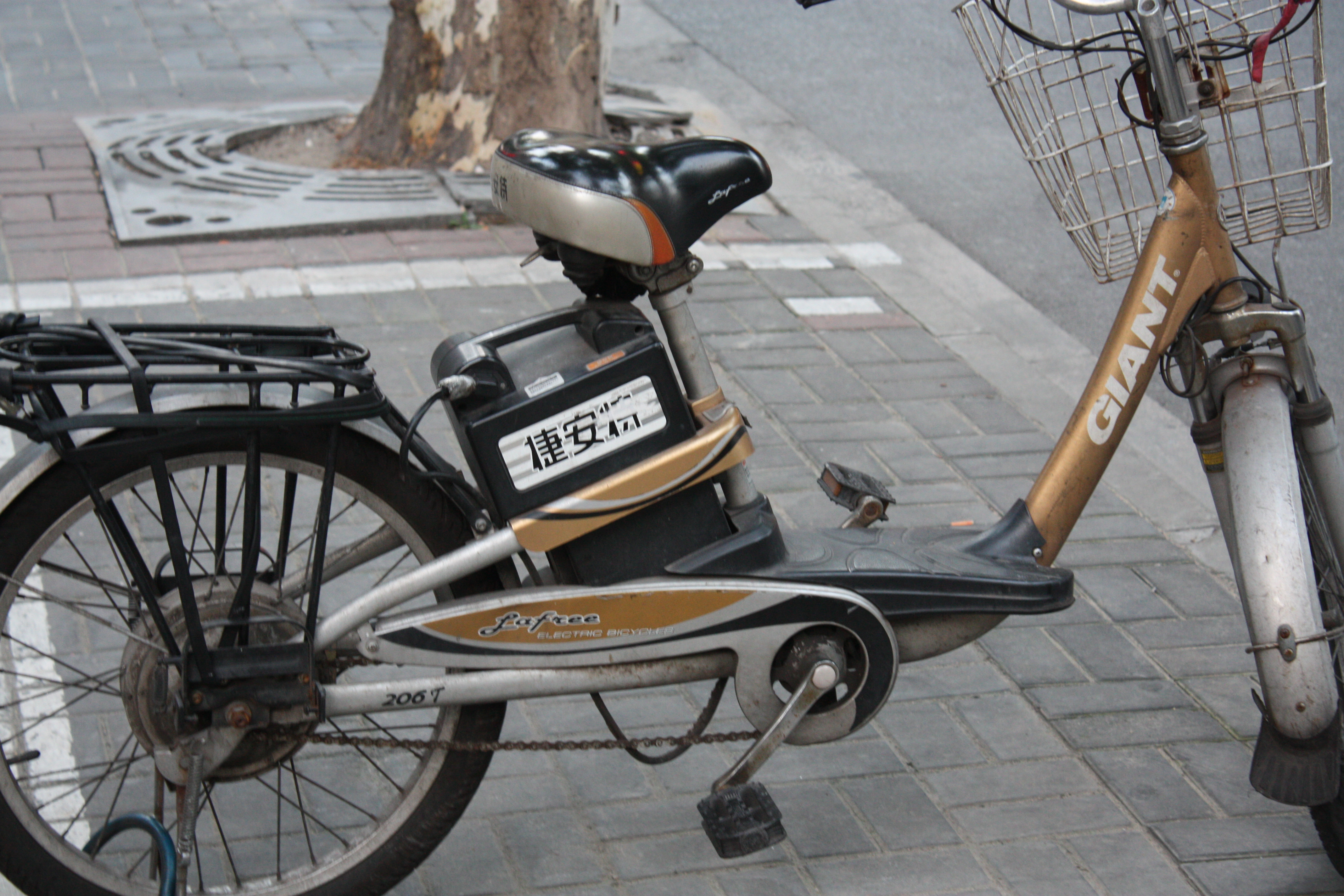
Електричний велосипед в Шанхаї, Китай

Електроцикл є гібридом звичайного велосипеда мускульної тяги і транспортного засобу що приводиться у рух механічним способом (електродвигуном). Електроцикли, як і велосипеди з двигуном, відносяться до самохідних транспортних засобів. Електричний велосипед має додаткові елементи такі як акумуляторна батарея, контролер і двигун. Заряд використовується для допомоги у подоланні важких ділянок маршруту (підйоми) і як основний привід руху. Акумулятори можуть бути вмонтовані у велосипед, або виступати додатковим змінним елементом.

### Тандем (велосипед)

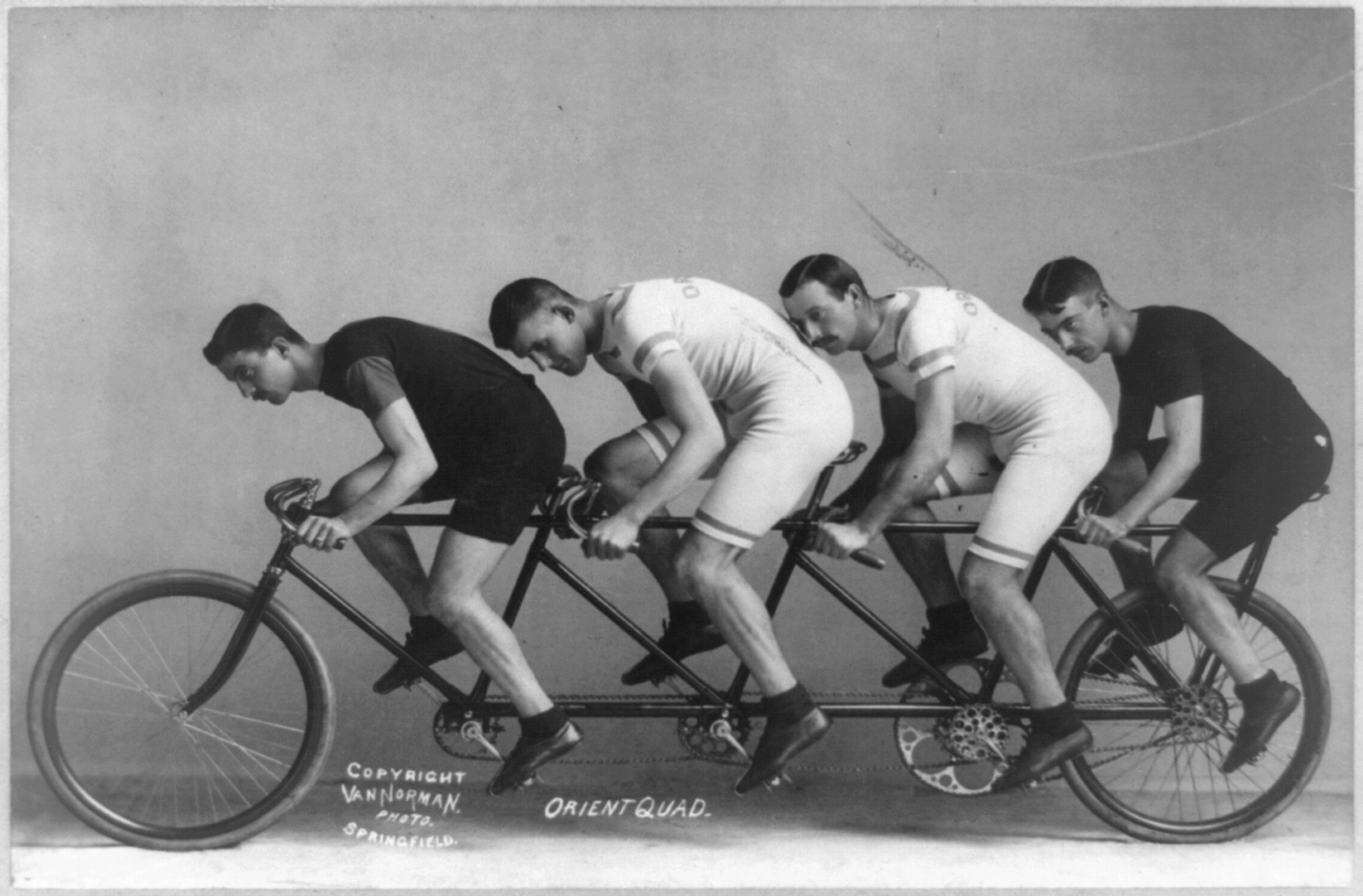
Велосипед-тандем

Тандеми — велосипеди для двох осіб, обладнані двома парами педалей. Велосипедисти зазвичай сидять один за одним, хоча в 1890-х роках випускався тандем, в якому велосипедисти сиділи поруч. Керує передній велосипедист. Є, також, велосипеди для трьох і більше осіб (було навіть зроблено велосипед для 40 осіб). Три-, 4-, 5-, і 6-місні машини мали назви триплет, квадруплет, квінтуплет і сикступлет.

### Велорикша

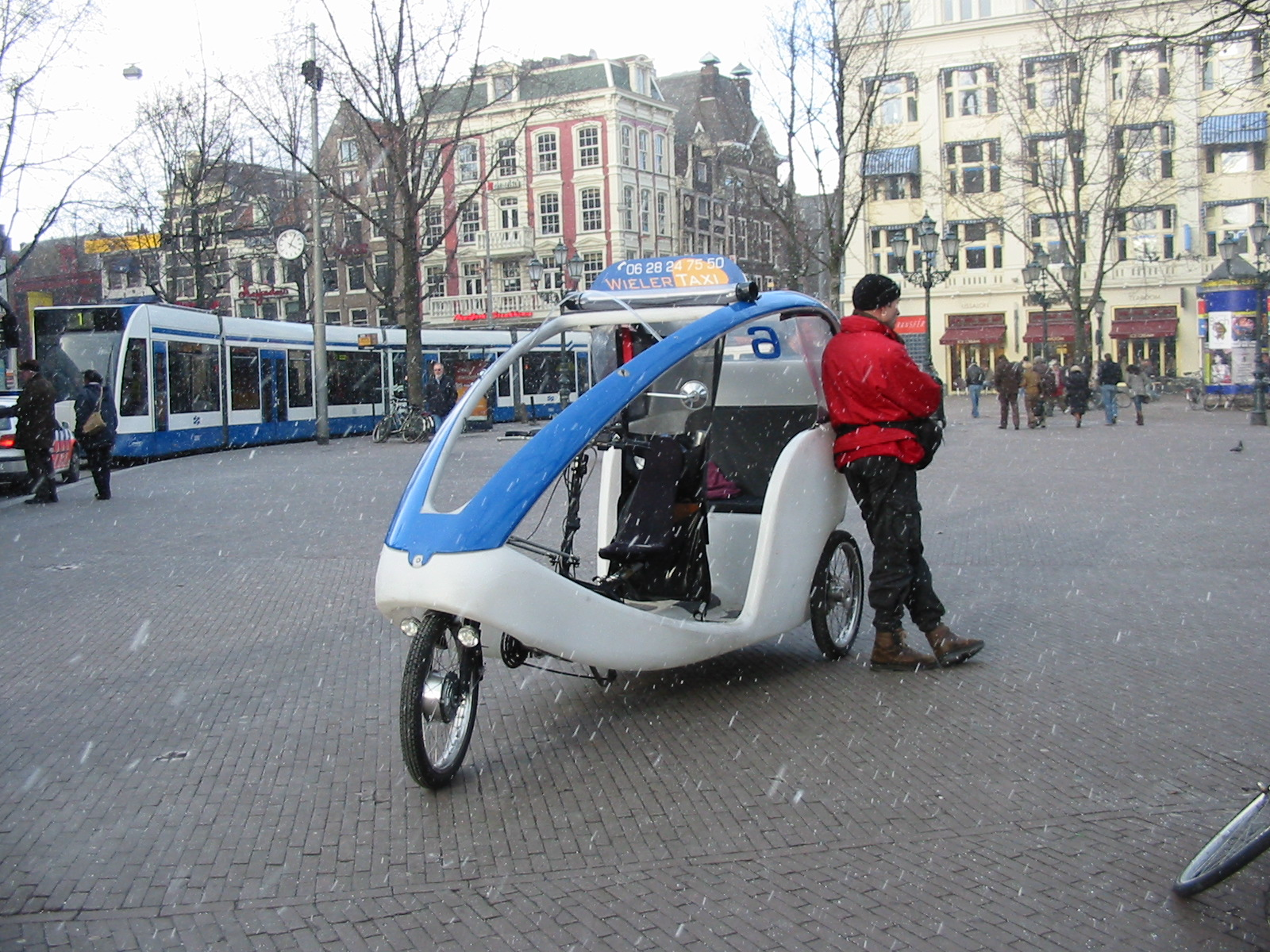
Велотаксі в Амстердамі

Велорикша чи велотаксі — велосипед-таксі. Велорикші є в країнах, що розвиваються і, як туристична розвага, в деяких європейських і американських містах. На відміну від тандема, педалі крутить лише водій.

### Вантажний велосипед (вантажвел)

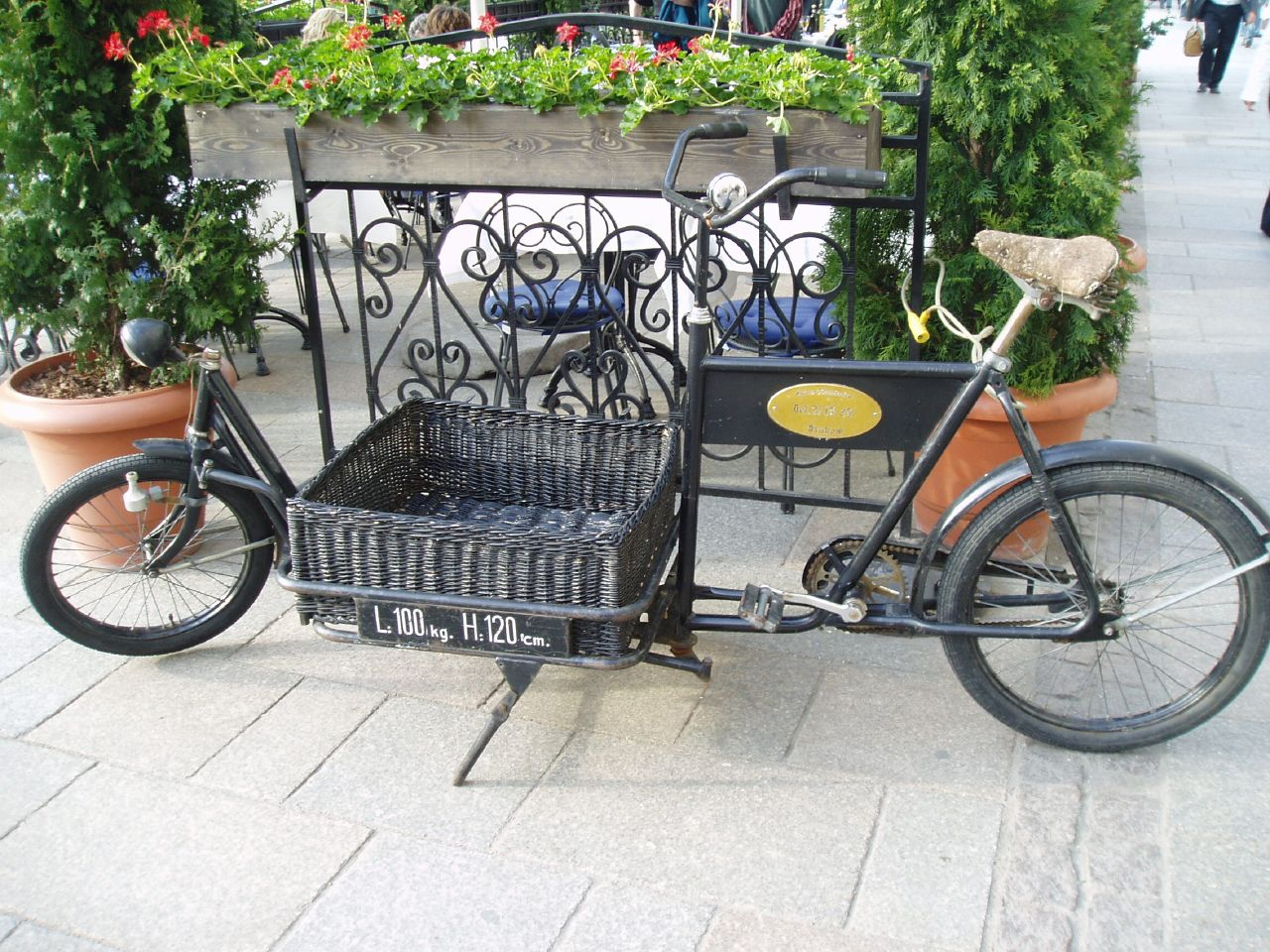
Вантажний велосипед в Польщі

Вантажвел спеціально сконструйований для перевезення вантажів. Залежно від завдань і цілей застосування існують різні дизайни, конструкції та різне оснащення. Їх можна використовувати для комерційних потреб, приміром служби доставки чи для забезпечення логістичних потреб малого бізнесу. Або використовувати, як персональний вид транспорту, який може покрити велику частину потреб людини в місці чи селі: перевезення габаритних речей для дому, дітей в школу або садочок, виїзди за продуктами.
Ці велосипеди бувають, як двох, трьох і чотирьох колісними. 

### Лежачий велосипед

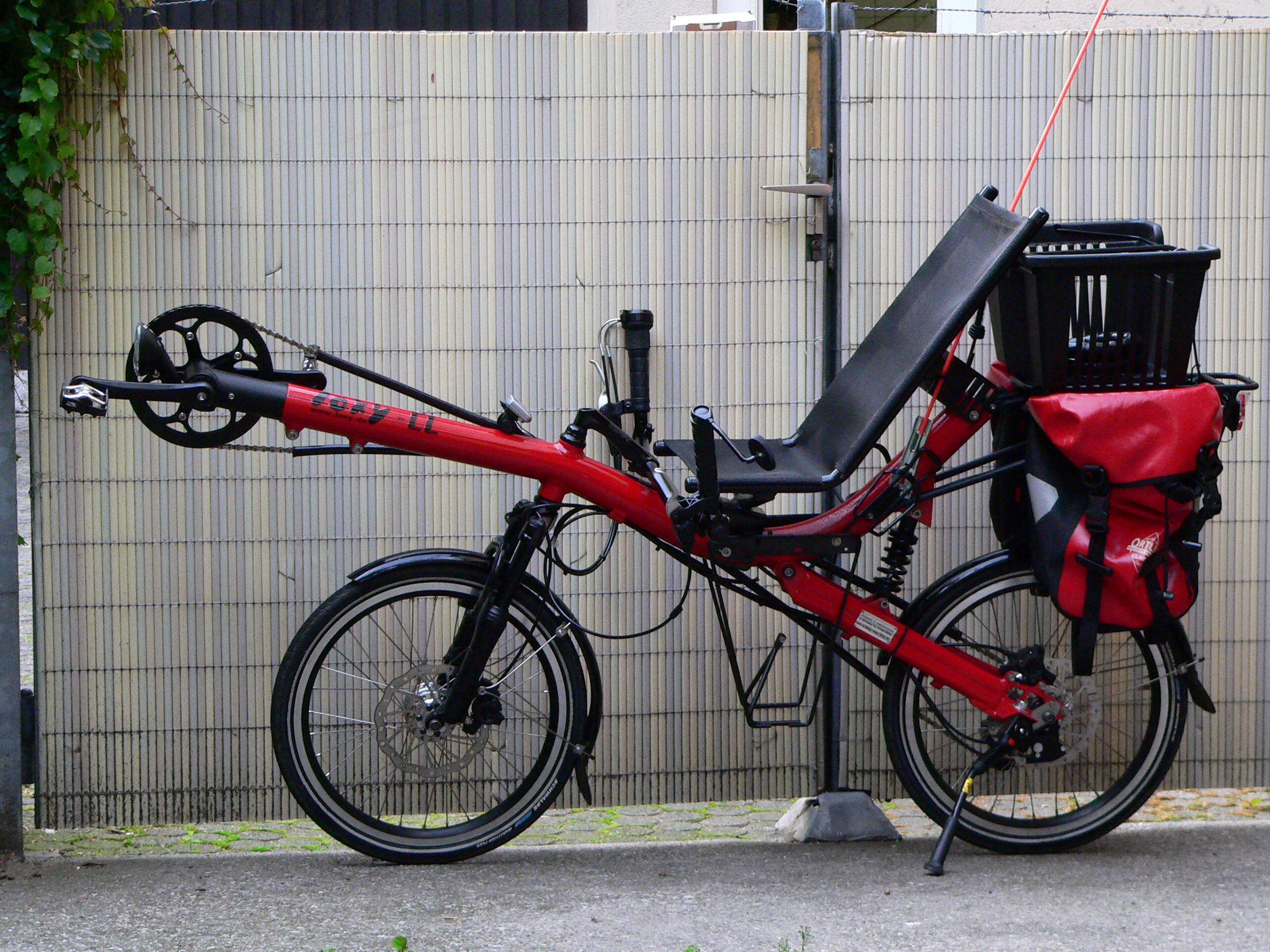
Лежачий велосипед

Лежачий велосипед дозволяє велосипедисту їхати напівлежачи чи лежачи на спині, в рідкісних випадках — на животі. Частина лежачих велосипедів — двоколісні, частина — триколісні. Лежачі велосипеди значно швидші від звичайних завдяки аеродинаміці, і тому не допускаються на змагання. (Є спеціальні змагання для лежачих велосипедів.) На 2004 рік, годинний рекорд для лежачих велосипедів — 84 км 215 м, а для звичайних — 49 км 441 м. Вперше лежачий велосипед використано на змаганнях у 1933 році, в 1938 році їх заборонили у звичайних велоперегонах. Іншими перевагами лежачих велосипедів є комфорт і відсутність навантаження на спину. Недоліками є велика вага і розміри, висока вартість, повільний поворот і важча їзда вгору (велосипедист не може встати на педалі, щоб надавити на них масою тіла). Є і тандемні лежачі велосипеди (один велосипедист напівлежить, інший сидить).
Ринок (попит) на велосипеди цієї конструкції поки що невеликий, тому випускаються лежачі велосипеди малими фірмами і в невеликих партіях.

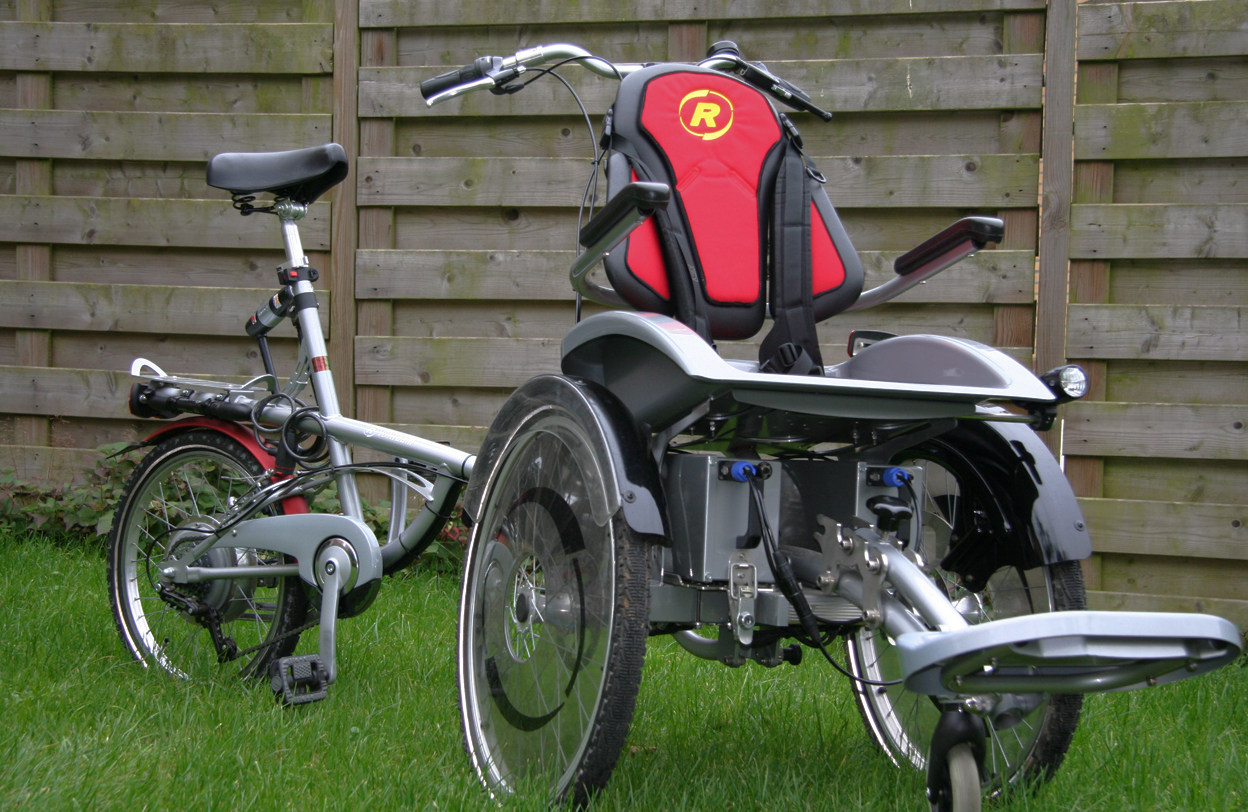
Комбінація велосипеда і інвалідного візка

Першим «лежачим» велосипедом став «Велокар» французького винахідника Шарля Моше.

### Веслувальний велосипед
Докладніше: Веслувальний велосипед
Веслувальні велосипеди винайдені для розподілу навантаження на усі групи м'язів людини. Положення тіла і рухи наближені до академічного веслування.

### Веломобіль

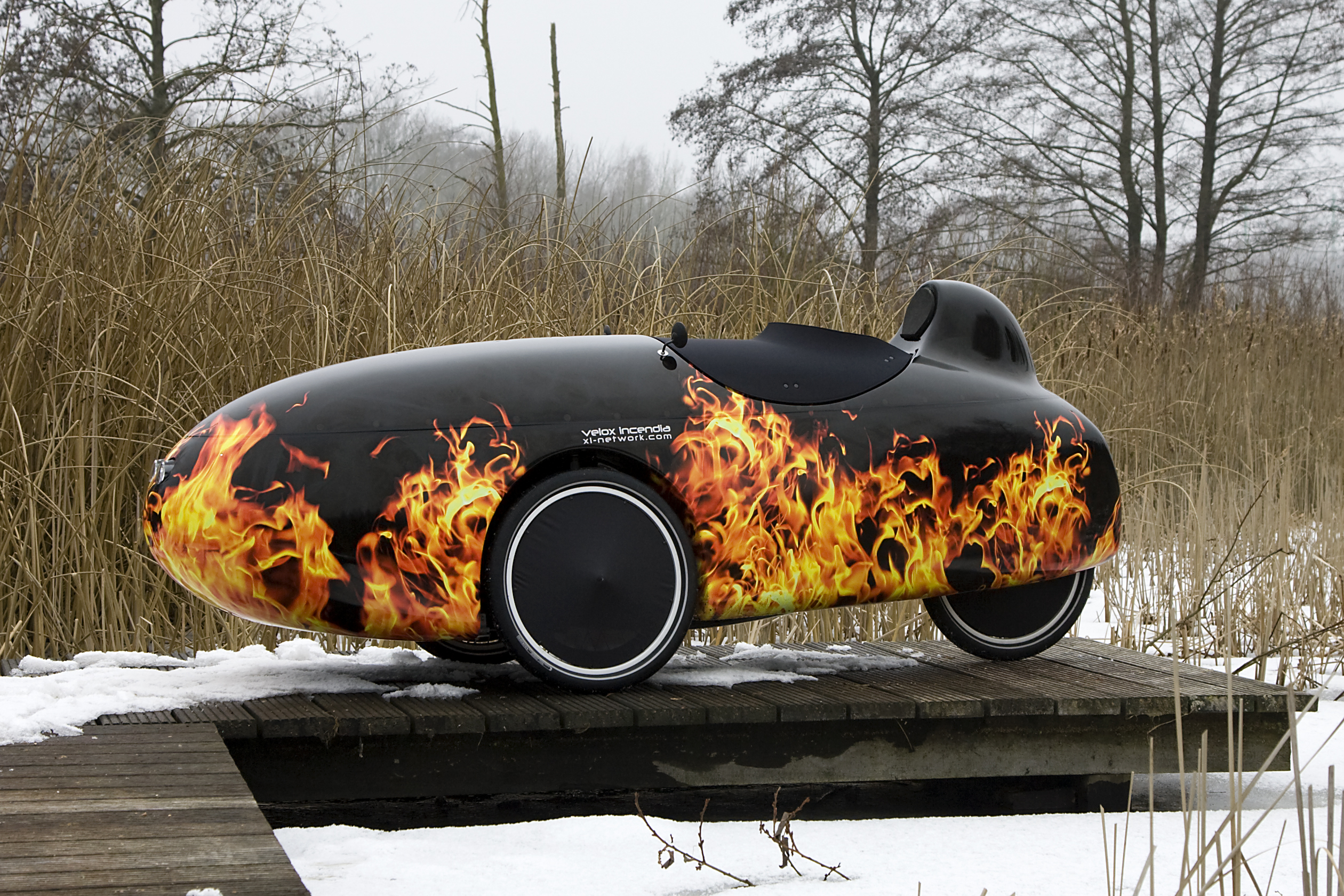
Веломобіль

Веломобіль — повністю закритий велосипед, захищений від поганої погоди і зіткнень. Веломобілі, як правило, мають три колеса, і водій сидить не в сідлі, а на автомобільному кріслі. Багато сучасних веломобілів, крім педалей, можуть приводитись в рух електродвигунами.

### Водний велосипед
Водні велосипеди використовуються для прогулянок. Але є і перегони на водних велосипедах. Створено, також, велосипед-амфібію, який може їхати як по землі, так і по воді.

### Летючий велосипед
Летючі велосипеди — повітроплавні пристрої, що приводяться в рух педалями.

### Залізничні велосипеди

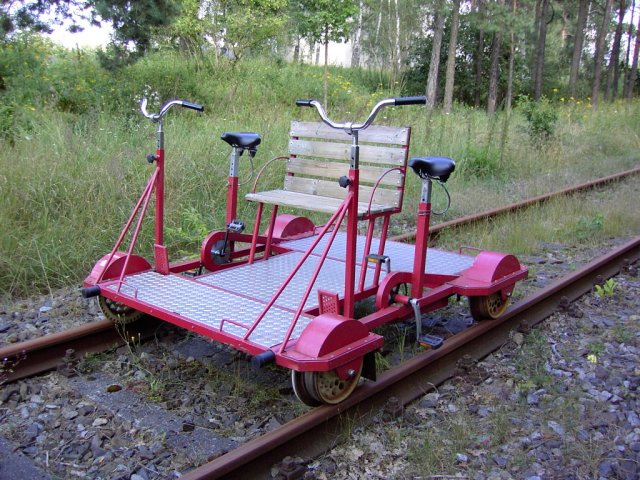
Велодрезина

Залізничні велосипеди (велодрезини) являють собою чотириколісний візок з педальним приводом для руху залізничними коліями. Обладнаний однією чи, частіше, двома чи чотирма парами педалей, при цьому велосипедисти сидять попарно плечем до плеча (як на водному велосипеді). Такі велосипеди використовуються в Європі на деяких закритих залізничних лініях як розваги для туристів.

### Клоунські велосипеди
Клоунські велосипеди (мінібайки) дуже маленькі за розміром. Використовуються клоунами у виставах, щоб розсмішити публіку.

### Триколісні велосипеди
Триколісні велосипеди використовуються здебільшого маленькими дітьми. Є і дорослі моделі для людей з порушеннями рівноваги та іншими проблемами. Крім того, триколісними часто роблять лежачі велосипеди, веломобілі, вантажні велосипеди і велорикші.

### Одноколісні велосипеди (уніцикли)

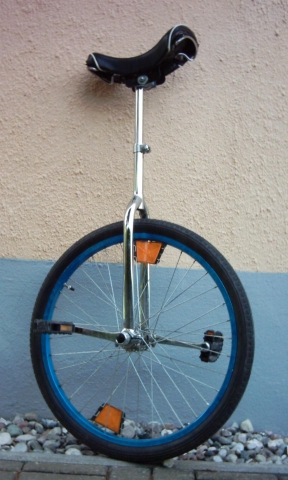
Одноколісний велосипед

Одноколісні велосипеди вимагають балансування у двох площинах. В Україні одноколісні велосипеди використовуються лише у циркових виставах. За кордоном вони набувають популярності, як екстремальний спорт. Є навіть хокей на одноколісних велосипедах. Пересічна людина може навчитись їзди на одноколісному велосипеді за 10—15 годин. Раз на два роки проводяться чемпіонати з їзди на одноколісних велосипедах, включаючи фігурне водіння, перегони на різні відстані, хокей і баскетбол на одноколісних велосипедах та інші види спорту.

#### Інтроцикл
Інтроцикл — транспортний засіб, в якому водій знаходиться всередині великого колеса. Часто зустрічаються інтроцикли з двигунами.

### Чопер-велосипеди

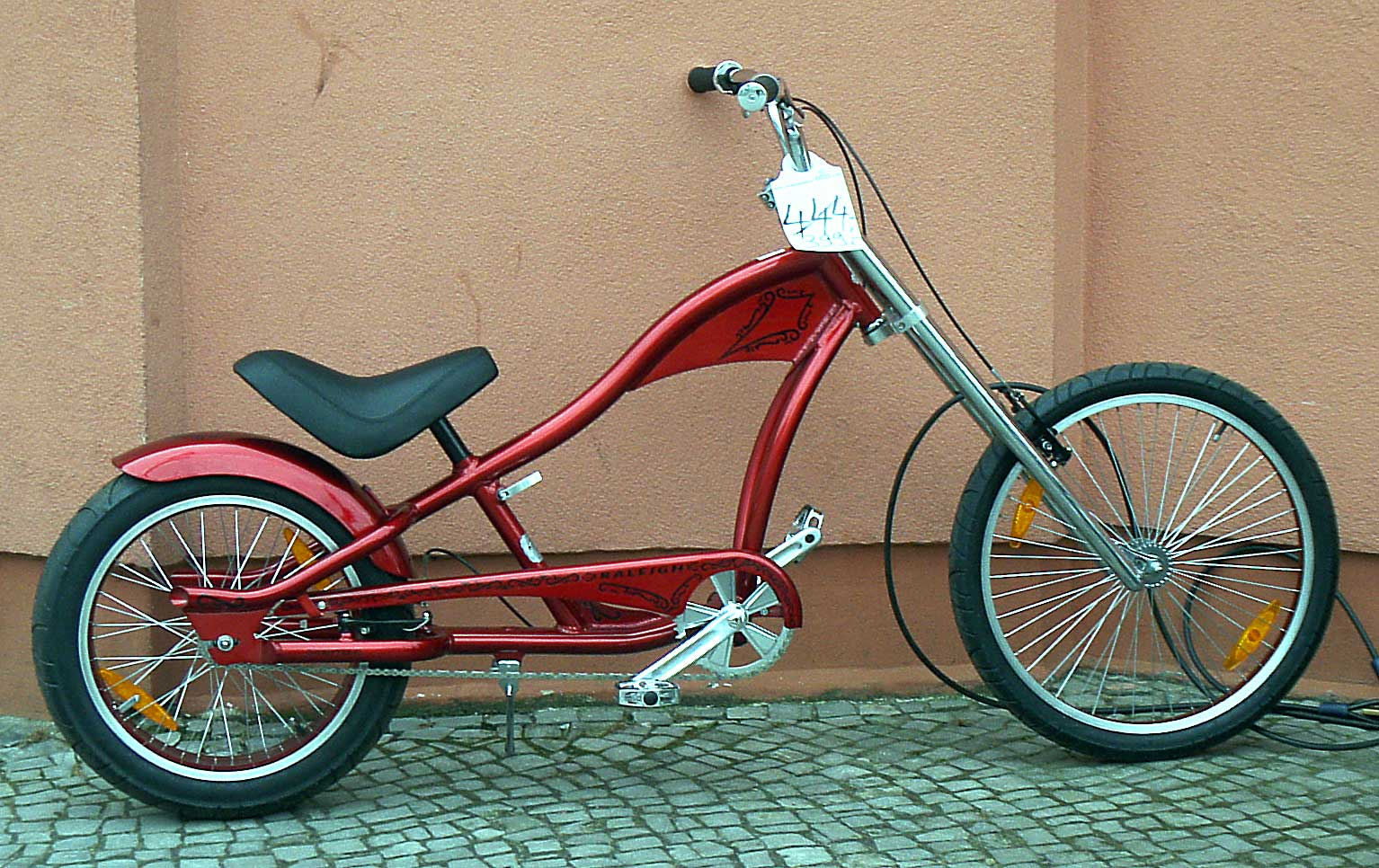
Велосипед дизайну Cruiser

Це велосипеди з характерною витягнутою рамою, встановленої під дуже гострим кутом, виделкою і широченним кермом. Посадка дуже висока або навіть з нахилом назад. Свого роду стилізація під старі велосипеди та під відповідні мотоцикли.
Різноманітні "Design" та "Retro"-Bikes. Останнім часом на ринку з'являються велосипеди традиційні за призначенням і компонуванням, але з претензійним дизайном на споживача «зі смаком». Наприклад велосипеди зовнішньо дуже схожі на американські мотоцикли важких класів (наприклад фірми «Harley-Davidson»), які і відповідно звуться: «Chopper-Bike», «Cruiser-Bike» та тому подібні.

### Велогазонокосарка

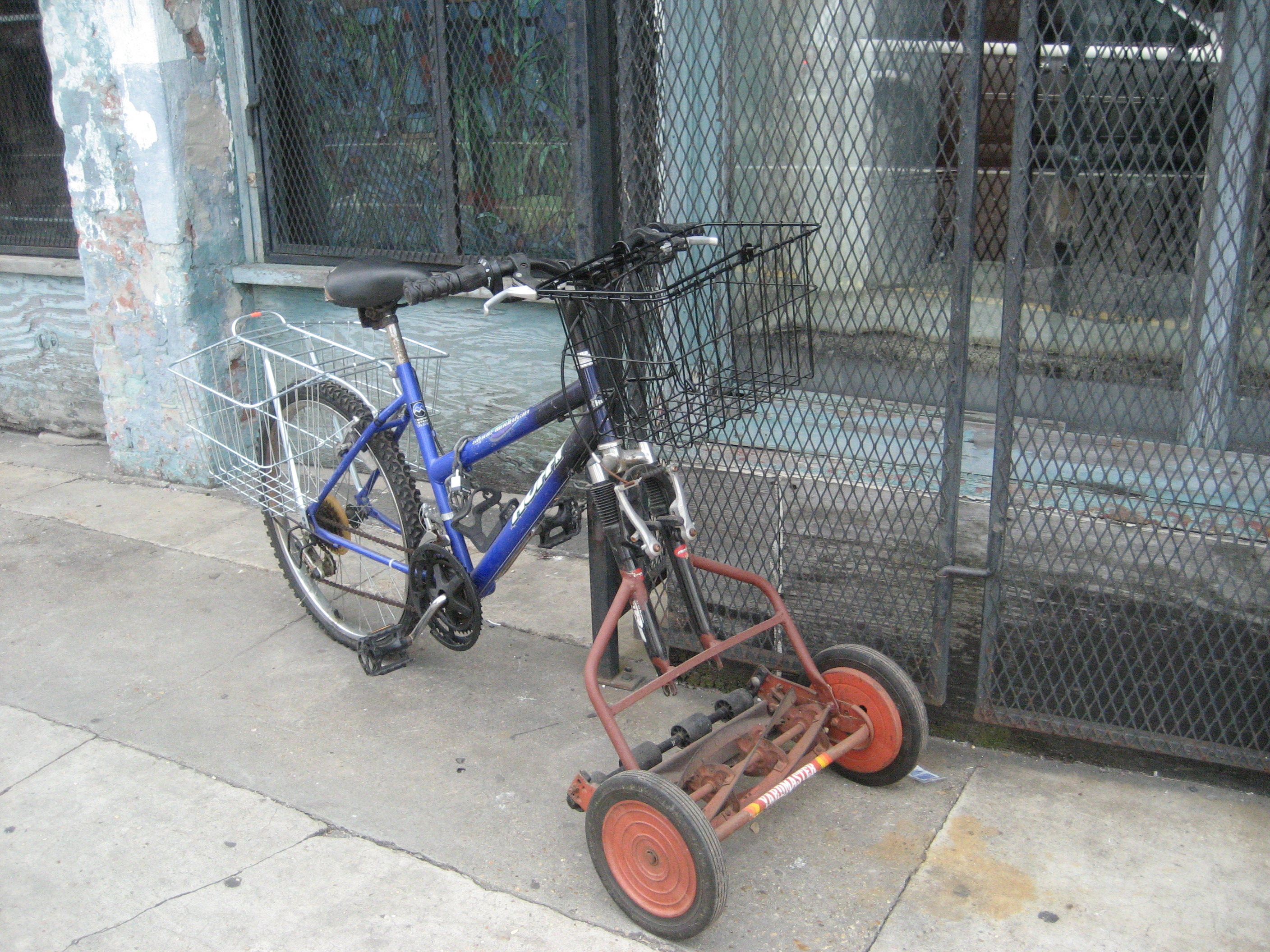
Велогазонокосарка

Південнокорейською фірмою, що поставляла машини на Олімпіаду-88 в свій час було запропоновано триколісну велокосарку для газонів, катаючись на якій можна водночас підстригти траву. Якщо щосекунди здійснювати один оберт педалей, то ніж запропонованої газонокосарки обертатиметься із швидкістю 1800 обертів за хвилину.

### Стрінгбайк
Велосипед, який приводиться в рух без використання: зірочки, велосипедного ланцюга, пасу або через вал.

## Громадські велоініціативи

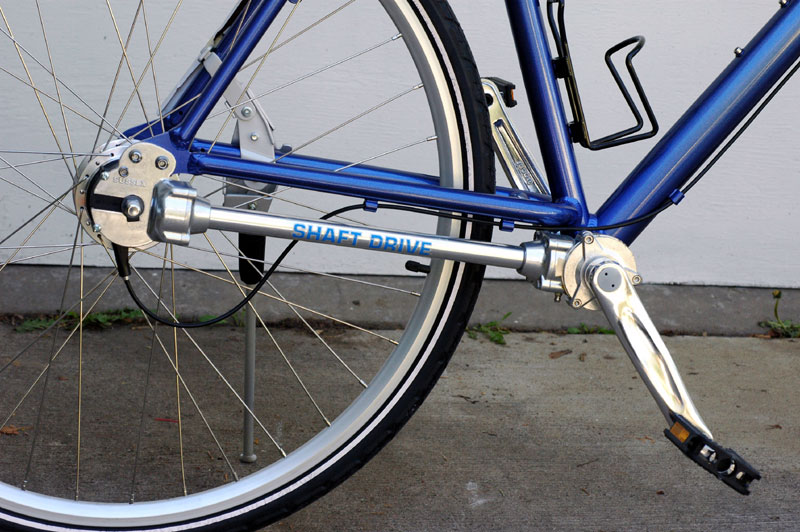
Педалі крутять колесо через вал

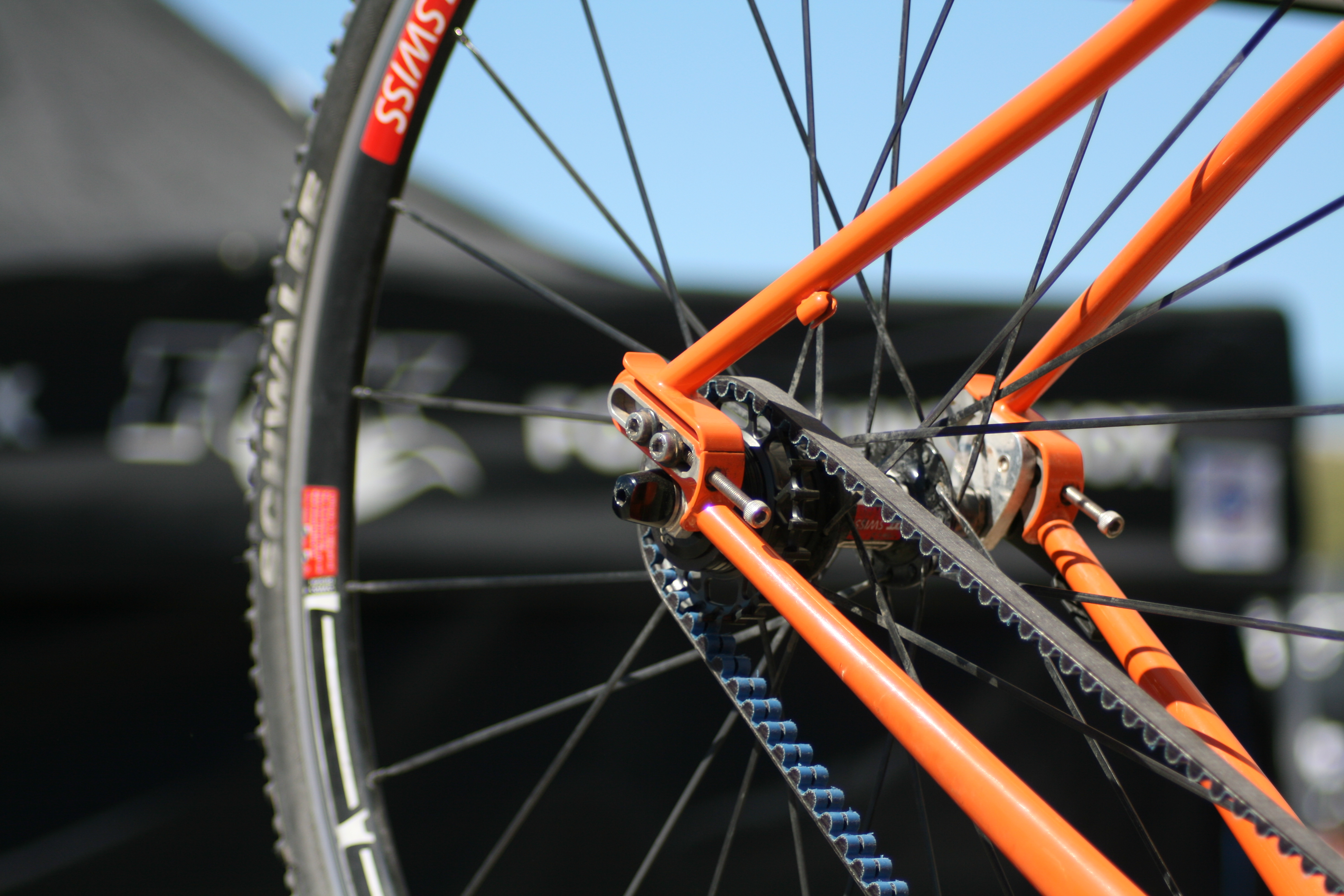
Пасовий привід колеса

- Критична маса
- На роботу на велосипеді
- Всесвітній день без машин
- Туристичний велосипед із Старт-Шоссе [Архівовано 22 вересня 2009 у Wayback Machine.]
- Велодень

## Цікаві факти

### Велополітен
Існує реальний проєкт велополітена московського інженера П.Райкіна. Інженер доводить, що таке будівництво, поставлене на сучасну індустріальну основу, обійдеться в десять разів дешевше, ніж спорудження метро. А експлуатаційні витрати будуть незначними, оскільки висяча велотраса не потребуватиме обслуговчого персоналу високої кваліфікації, і практично, за винятком вечірніх годин не споживатиме енергію.

### Перші велозмагання
Одне із перших велозмагань відбулося у Франції 1869 року. Його учасники долали на дерев'яних кісткотрясах 120-кілометрову дистанцію між Руаном і Парижом. Переможець показав тоді середню швидкість 11 кілометрів за годину.

### Поєдинок між велосипедом і конем
Поєдинок відбувся в Мюнхені в 1894 році. На одній дистанції стартували американський вершник Семюел Ф. Коді та Йозеф Фішер, переможець велогонки Женева — Берлін і Мілан — Мюнхен. Змагання вершника і велосипедиста проходило в кілька етапів. Американець міняв коней кожні дві хвилини, загнав дев'ять найкращих скакунів і змушений був визнати свою поразку. А німецький перегонник встановив рекорд, що дорівнював швидкості поштового поїзда тих часів — 37 кілометрів за годину.

### Потужність велосипедиста
Якщо при русі автомобіля спробувати висунути у віконце руку при швидкості 80 км/год, то відчувається як шарпає руку потік повітря. Автомобіль справляється з цим опором легко, бо має потужні двигуни. Зовсім інші умови у велосипедиста: лише на кілька хвилин він здатний розвинути потужність 0,5 к.с.
Станом на 1990 рік зразком обтічного велосипеда вважався «Вектор тандем» інженера А.Войгта (США). В 1980 році на цьому двомісному велосипеді (гонщики лежали на спині в протилежних напрямах) встановлено рекорд — 101,26 кілометра за годину. Кожен перегонник розвивав ногами потужність понад 1 к.с. Щоб розігнатися так на звичайному велосипеді, потрібно докласти до педалей 6 к.с., а це вже за межами фізичних властивостей людини.
Велосипедист-любитель розвиває в середньому 0,2-0,3 к.с. М'язова енергія витрачається на подолання тертя в підшипниках і гумових покришках, «вбирається» прогинанням рами, а найбільша частина, звісно при високій швидкості, перехоплюється опором повітря.

### Перший рекорд
Перший рекорд встановив 11 травня 1893 року француз А.Дегранж. На паризькому треку «Буффало» він промчав за годину 35 кілометрів 325 метрів. Аби цей результат зріс на 16 кілометрів, спортсменам і тренерам довелося попрацювати 50 років.

### Перегони за лідером
Усі швидкісні транспортні засоби утворюють позаду себе зону розрідженого повітря, яке ніби всмоктує того, хто мчить слідом. Ця додаткова сила рівнозначна дужому попутному вітру. Погоня велосипедиста за автомобілем або мотоциклом перейшла в окремий вид спорту — перегони за лідером. Її найкращі представники довели вихор велосипедних коліс до автомобільної швидкості.
- У 1889 році американський перегонник Ч.Мерфі промчав за поїздом по спеціальному дерев'яному настилу одну милю (1,6 км) зі швидкістю 101,8 кілометра за годину.
- У 1962 році француз Ж.Мейффре за «спиною» автомобіля досяг швидкості 204,7 кілометра за годину.
- Влітку 1985 року 37-річний велогонник Д.Говард (чемпіон США) у перегонах за лідером у висохлому солоному озері Велике Солоне озеро, що в штаті Юта, досяг швидкості 245 кілометрів за годину.[16]

### Заборона аеродинамічних машин у змаганнях
Міжнародна спілка велосипедистів тривалий час забороняла виставляти у своїх змаганнях дивовижні аеродинамічні машини, класифікуючи це як «шахрайство». Пізніше спілка наважилася на деяке пом'якшення обмежень. Після 1976 року спортсменам, що брали участь у міжнародних змаганнях, вже дозволяли одягати еластичні костюми, обтічні шоломи, а також застосовувати рами з краплеподібним профілем трубок, обтічні колодки гальм, профільовані, плоскі спиці та інші конструктивні елементи з поліпшеною аеродинамікою.

## Галерея
| Поліцейські в Торонто (2010)                              | Поліцейські міста Нью-Йорк                             | Велосипеди японської поліції           | Поліцейські Лондона              |
| Медики швидкої допомоги, Белфаст Північна Ірландія (2010) | Велотранспорт медиків Утрехту, Нідерланди (2010)       | Велосипед пожежної служби              | Данський велосипед «Пошти Данії» |
| DHL-пошта, Амстердам                                      | Сучасний гірський складаний велосипед для парашутистів | Лежачий квадроцикл                     | Квадроцикли в Діснейленді        |
| Тандем-велокафе                                           | Трицикл в Західній Новій Гвінеї                        | Велосипед з додатковим ручним приводом | «Бамбуковий байк»                |